# Haifa
Haifa (hebrejsky חֵיפָה  Chejfa, arabsky حيفا  Hajfa) je největší severoizraelské město, hlavní město Haifského distriktu a třetí největší město v Izraeli s celkovou populací 281 100 obyvatel. Město leží na izraelské pobřežní planině, při Haifském zálivu na celkové ploše 63,7 km². Nachází se 90 kilometrů severně od Tel Avivu a je hlavním regionálním centrem severního Izraele. Má smíšenou židovskou a arabskou populaci. Je domovem Světového centra Bahá'í, které je zapsáno na seznamu Světového dědictví UNESCO pod položkou „Bahá'istické svatyně v Haifě a západní Galileji“.
Haifa je hlavním a největším izraelským přístavem a centrem izraelského průmyslu a technologií. Nachází se zde množství hi-tech parků, mezi nimiž je i největší a nejstarší park v zemi (průmyslová zóna Matam). Dále je zde průmyslový přístav a ropná rafinerie. Dříve bylo město koncovou stanicí ropovodu z Iráku. V Haifě se rovněž nachází dvě uznávané akademické instituce: Technion a Haifská univerzita.
Vznik Haify, která byla vystavěna při úpatí hory Karmel, se datuje do biblických dob. Nejstarší známé osídlení v sousedství bylo malé přístavní město Tel Abu Hawam založené v pozdní době bronzové (14. století př. n. l.). Ve 3. století n. l. byla Haifa známá jako centrum výroby textilních barviv. Po následující století bylo město pod nadvládou Byzantinců, Arabů, křižáků, Osmanů, Egypťanů a Britů. Od založení Státu Izrael v roce 1948 je město spravováno haifským magistrátem.

## Etymologie
Původ jména Haifa není jasný. Podle historika Alexe Carmela může pocházet z hebrejského slovesa חפה (chafa – skrýt, zakrývat), ve smyslu, že se Haifa skrývá za Karmelem. Další možný výklad názvu je odvozenina z arabského slova حفَّ (chafa), což znamená „pláž“ nebo slovo حيفة (chajfa), mající význam „předměstí“ či „část města.“ Jindy je název Haify spojován s hebrejským slovem חוף (chof – pláž) nebo חוף יפה (chof jafe – krásná pláž). Někteří křesťanští poutníci věří, že je město pojmenováno po jeruzalémskému veleknězi z Ježíšových dob Kaifášovi nebo po sv. Petru, jehož jméno je v aramejštině כפא (Kefa).

## Dějiny

### Starověké osídlení

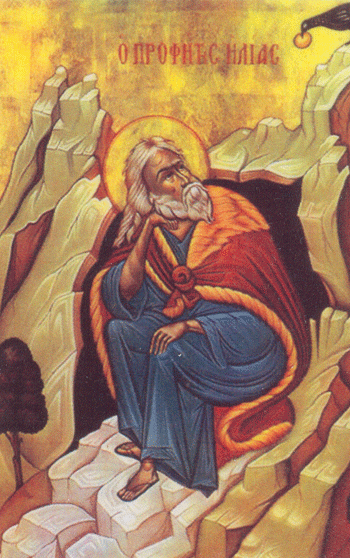
Pravoslavná ikona proroka Elijáše

První osídlení v oblasti dnešní Haify, kterým bylo malé přístavní město Tel Abu Hawam, pochází již z pozdní doby bronzové (14. století př. n. l.). Řecký geograf Skylaks z Kariandy jej popsal, jako místo „mezi zálivem a Diovým útesem“ (pravděpodobně narážka na Karmel). Během období helénismu se zdejší starý přístav přesunul kvůli zanášení pískem jižně, do místa dnešní čtvrti Bat Galim. V Talmudu je Haifa zmíněna až zhruba ve 3. století n. l., jako malá rybářská osada a domov rabiho Avdimose a dalších židovských učenců. Haifa se nacházela nedaleko Šikmony, která byla centrem výroby tradičního textilního barviva techelet, užívaného při výrobě oděvů pro velekněze Chrámu. V Bibli Haifa zmíněna není, nachází se v ní však zmínka o hoře Karmel i o řece Kišon. Na vrcholu Karmelu se nachází Elijášova jeskyně tradičně spojována s prorokem Elijášem a jeho učněm Elíšou. Nejvyšší vrchol karmelského hřbetu se v arabštině nazývá Muhraka (doslova „místo pálení“), což odkazuje k zápalným obětem v kanaánských a raně izraelitských dobách.
První zdejší osídlení bylo v oblasti současné Rambamovy nemocnice a židovského hřbitova v ulici Derech Jafo. První obyvatelé se zabývali rybolovem a zemědělstvím.

### Byzantská, arabská a křižácká nadvláda
Od 4. století spadala Haifa územně pod Byzantskou říši, pod jejíž nadvládou nadále vzkvétala, avšak nikdy nedosáhla velkého významu. V 7. století bylo město dobyto Peršany. Po perské nadvládě byl na blízkém východě ustanoven chalífát, kterému vládli volení chalífové. V 9. století byly za Umajjovců a Abbásovců zahájeny obchodní styky s egyptskými přístavy a v Haifě došlo k rozvoji loděnic. Zatímco měl chalífát kontrolu nad vládou a civilní správou, Arabové a Židé se zabývali různými druhy obchodu, včetně námořního, a Haifa až do 11. století prosperovala. Nejlukrativnějším odvětvím průmyslu té doby byla výroba skla a produkce textilních barviv z mořských plžů.
Prosperita města skončila rokem 1100, kdy byla Haifa obklíčena křižáckými vojsky, která zdejšímu židovskému obyvatelstvu hrozila útokem, pakliže nepřistoupí na křesťanství. Poté, co Židé odmítli, byla Haifa dobyta v nelítostné, téměř měsíc trvající bitvě mezi křižáky a zdejšími židovskými a muslimskými obyvateli, při které bylo město zničeno a obyvatelstvo takřka vyhlazeno. Za křižácké nadvlády byla Haifa malou rybářskou a zemědělskou obcí, jež byla součástí Galilejského knížectví v rámci Jeruzalémského království.
V roce 1155 byl v Haifě podle tradice Bertoldem Kalabrijským založen křesťanský řád karmelitánů, který na hoře Karmel nechal postavit kostel. V roce 1265 bylo město dobyto Mamlúky. Definitivně se pod muslimskou nadvládu dostala Haifa v roce 1291 po pádu Akka. Karmelský kostel byl pod arabskou nadvládou přestavěn na mešitu a později se stal nemocnicí. V 19. století byl obnoven jako Karmelitánský klášter, který se nachází nad Elijášovou jeskyní.

### Mamlúcká, ajjúbovská, osmanská a egyptská nadvláda

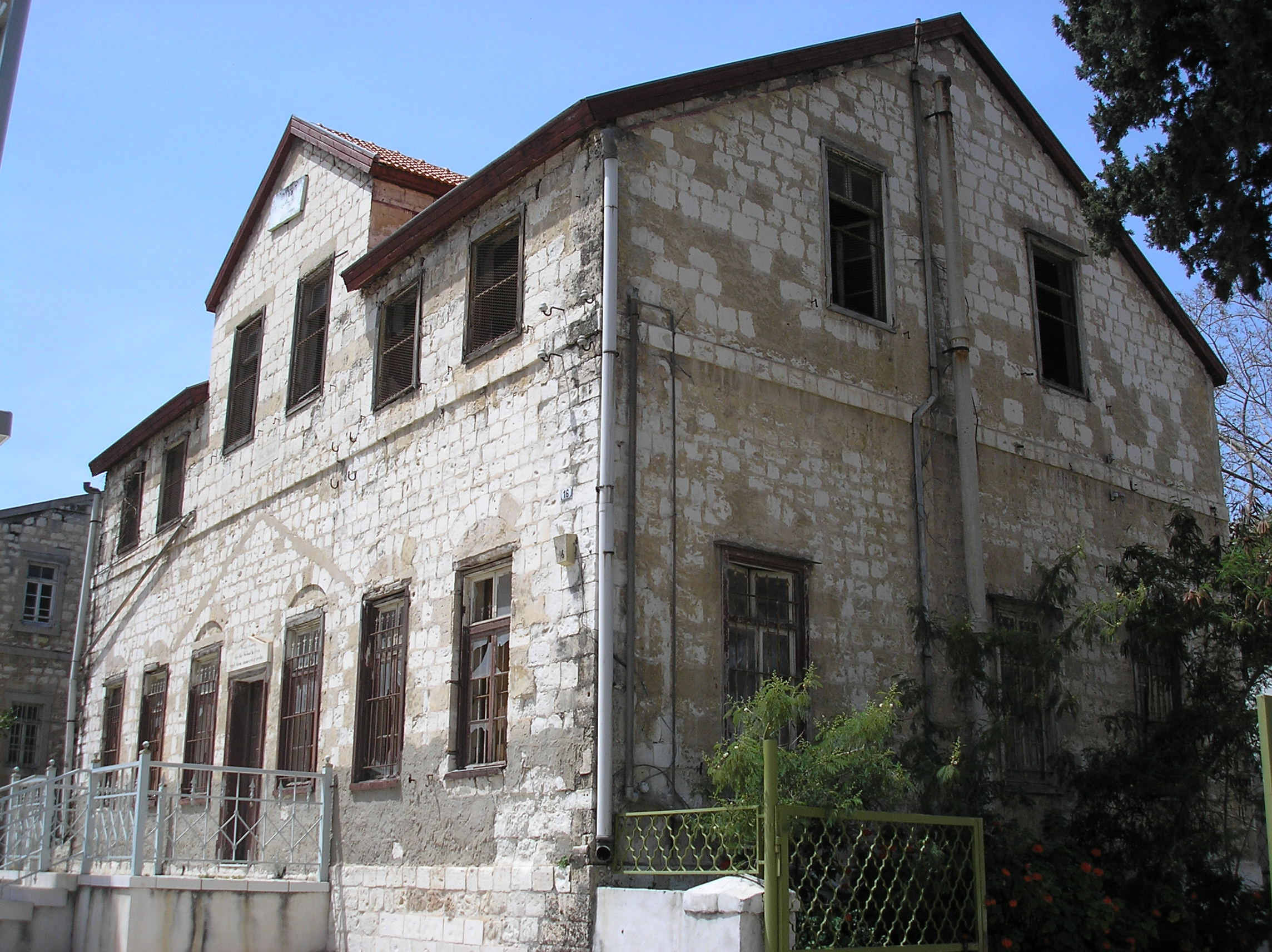
Starý templerský dům v Německé kolonii

Zdejší křižácká pevnost byla zničena v roce 1187 sultánem Saladinem po porážce Jeruzalémského království v bitvě u Hattínu. V roce 1265 město dobyla armáda mamlúckého sultána Bajbarse a zničila městské opevnění a většinu zdejších domů, aby zabránila návratu křižáků. Po většinu mamlúcké nadvlády během 13. až 16. století město pustlo. Informací z tohoto období je velmi málo.
V roce 1761 nechal Daher el-Omar, beduínský vládce Akka a Galileje, město zbořit, znovuvybudovat na vhodnějším místě a opevnit jej hradbami. Tato událost se pokládá za začátek moderních dějin Haify. Lokalita této raně novověké Haify a skromné zbytky původní zástavby se dochovaly v dnešní čtvrti Chejfa el-Atika. Po el-Omarově smrti v roce 1775 bylo město až do konce první světové války v roce 1918 pod osmanskou nadvládou, s výjimkou dvou krátkých období: v roce 1799 Haifu dobyl v rámci svého palestinského tažení Napoleon Bonaparte, který se ale ještě téhož roku stáhl, a v letech 1831–1840 měl tuto oblast pod kontrolou egyptský místokrál Muhammad Alí.
V letech po egyptské okupaci došlo k vzestupu významu města a jeho populace, zatímco nedaleké přístavní město Akko zaznamenalo propad. V roce 1854 žilo v Haifě 2012 obyvatel, z toho 1200 muslimů, 870 křesťanů (400 řeckokatolíků, 300 řeckých pravoslavných, 50 římskokatolíků a 30 maronitů) a 32 Židů. Přelomovým bodem ve vývoji města byl příchod německých templerů v roce 1868, kteří se usadili v místě dnes známém jako Německá kolonie (ha-Mošava ha-Germanit‎). Templeři vybudovali a provozovali parní elektrárnu, továrny a klíčovou roli v modernizaci města rovněž sehrála výstavba dlážděné silnice do Nazaretu a ke Galilejskému jezeru a výstavba železnice z Haify do Damašku.

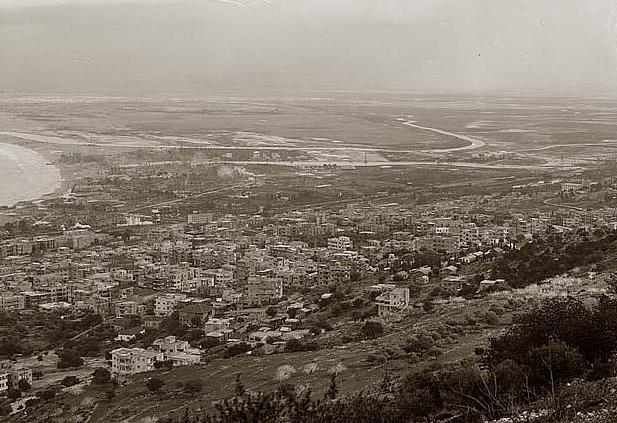
Pohled na Haifu, 1898

První evropští Židé přišli do Haify koncem 19. století z Rumunska. Ústřední židovská kolonizační společnost a rumunští Židé zakoupili poblíž města 1000 akrů půdy. Rumunští Židé však nebyli příliš zemědělsky založení, a proto ponechali obdělávání půdy na bývalých arabských nájemcích.
V roce 1909 se stalo město centrem víry Bahá’í poté, co byly do Akka přeneseny ostatky Bába a na hoře Karmel byla vybudována bahá'istická Svatyně. Pro stoupence tohoto náboženství se Haifa stala významným bohoslužebným, poutním a správním centrem. Bahá'istické světové centrum (sestávající ze Svatyně Bába, terasových zahrad a správních budov) se nachází při severním úpatí hory Karmel. Pro víru Bahá'í je Haifa důležitá, jelikož zde byl její zakladatel Báb před svou smrtí vězněn Osmany. Bahá'istická svatyně a zahrady se staly jednou z nejnavštěvovanějších haifských památek a v roce 2008 byly zapsány na seznam světového dědictví UNESCO.

### Britský mandát Palestina a válka za nezávislost

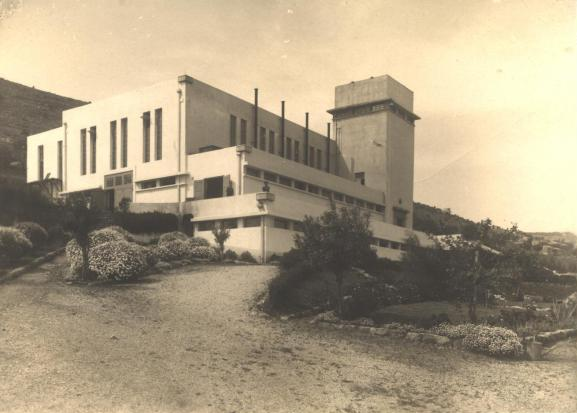
První elektrárna, která Haifu zásobovala elektřinou, otevřena 1925

Počátkem 20. století byla Haifa průmyslovým přístavním městem a rozrůstajícím se populačním centrem. V tomto období byly postaveny Hedžaské železnice a Technion. V roce 1917 byla Palestina obsazena Brity pod velením generála Edmunda Allenbyho, v roce 1919 pak bylo na Pařížské mírové konferenci území Palestiny svěřeno pod britskou správu, a vznikl tak protektorát Britský mandát Palestina, mezi jehož hlavní cíle patřilo provedení Balfourovy deklarace. Město navštívil 14. dubna 1927 T. G. Masaryk, kdy vystoupil také na horu Karmel. Haifský mandátní distrikt byl domovem přibližně 20 tisíců obyvatel, z nichž 82 % byli muslimští Arabové, 14 % křesťanští Arabové a 4 % Židé. Počet Židů se průběžně zvyšoval díky imigraci (alija), a to zejména z Evropy. V roce 1946 již bylo náboženské složení obyvatelstva odlišné: 33 % byli muslimové, 20 % křesťané a 47 % Židé, což vyjádřeno v absolutních číslech bylo 70 910 Arabů (41 000 muslimů a 29 910 křesťanů) a 74 230 Židů. Mezi významné mezníky v době mandátu patří vybudování přístavu ve 30. letech a napojení na ropovod Mosul–Haifa.

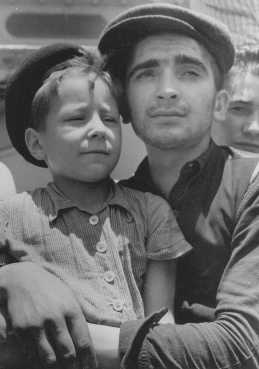
Přeživší z koncentračního tábora Buchenwald (chlapec je budoucí aškenázský vrchní rabín Jisra'el Me'ir Lau) po připlutí do Haify, 15. července 1945

Podle plánu OSN na rozdělení Palestiny z roku 1947 měla Haifa připadnout židovskému státu. Poté, co arabští představitelé plán odmítli, neuniklo město násilí, které se ihned rozšířilo po celé zemi. 30. prosince 1947 vhodili členové Irgunu bomby do davu palestinských Arabů, kteří stáli před branami rafinerií v Haifě, čímž zabili 6 z nich a 42 dalších zranili. V odvetě zabili Arabové 39 židovských zaměstnanců rafinerie a tyto události z konce roku 1947 vešly ve známost jako masakr z ropné rafinerie v Haifě. Židovské ozbrojené složky následující den na tuto arabskou odvetu reagovaly útokem na arabskou vesnici Balad al-Šajch, kde žili někteří z arabských zaměstnanců ropné rafinerie. Při tomto útoku, který se stal známý jako Balad al-Šajchský masakr, útočníci podpalovali a demolovali domy a bylo zabito na 60 Arabů. Kontrola města byla kvůli zdejšímu průmyslu a rafinériím považována za klíčový cíl války za nezávislost, která bezprostředně následovala po vyhlášení izraelské nezávislosti. Britové se z města stáhli 21. dubna 1948. Kontrola nad městem byla získána 23. dubna 1948 při operaci Bi'ur Chamec, které velel velitel karmelské brigády Moše Karmel.
V průběhu konfliktu došlo k masivnímu vysídlení zdejších Arabů. Podle časopisu The Economist z 2. října 1948 zůstalo ve města z původních 62 tisíc Arabů ne více než 5 až 6 tisíc. Benny Morris a další historikové ve svých publikacích píší, že haifští Arabové město opustili kvůli kombinaci sionistických hrozeb, výzev arabských vůdců, a také z důvodu ostřelování arabských vesnic a čtvrtí. Arabové naopak zdůrazňují význam sionistických hrozeb. Zahraniční média zdůrazňovala roli arabského vedení jako motivační faktor uprchlíků. The Economist vysvětlil v říjnu 1948 tuto myšlenku slovy: „Je jen málo pochyb, že nejúčinnější z faktorů bylo oznámení představitelů Vysoké arabské komise vyzývající Araby k odchodu… bylo jasné, že ti Arabové, kteří zůstanou v Haifě a přijmou židovskou ochranu budou vnímáni jako zrádci.“ 3. května 1948 interpretoval tyto událostí časopis Time takto: „Masová evakuace, částečně způsobena strachem, částečně příkazy arabských vůdců udělala z arabské čtvrti v Haifě město duchů… odchodem arabských dělníků doufali v paralyzování Haify.“ Většina haifských Arabů utekla z města prostřednictvím lodí do Libanonu.

### Po vzniku Izraele

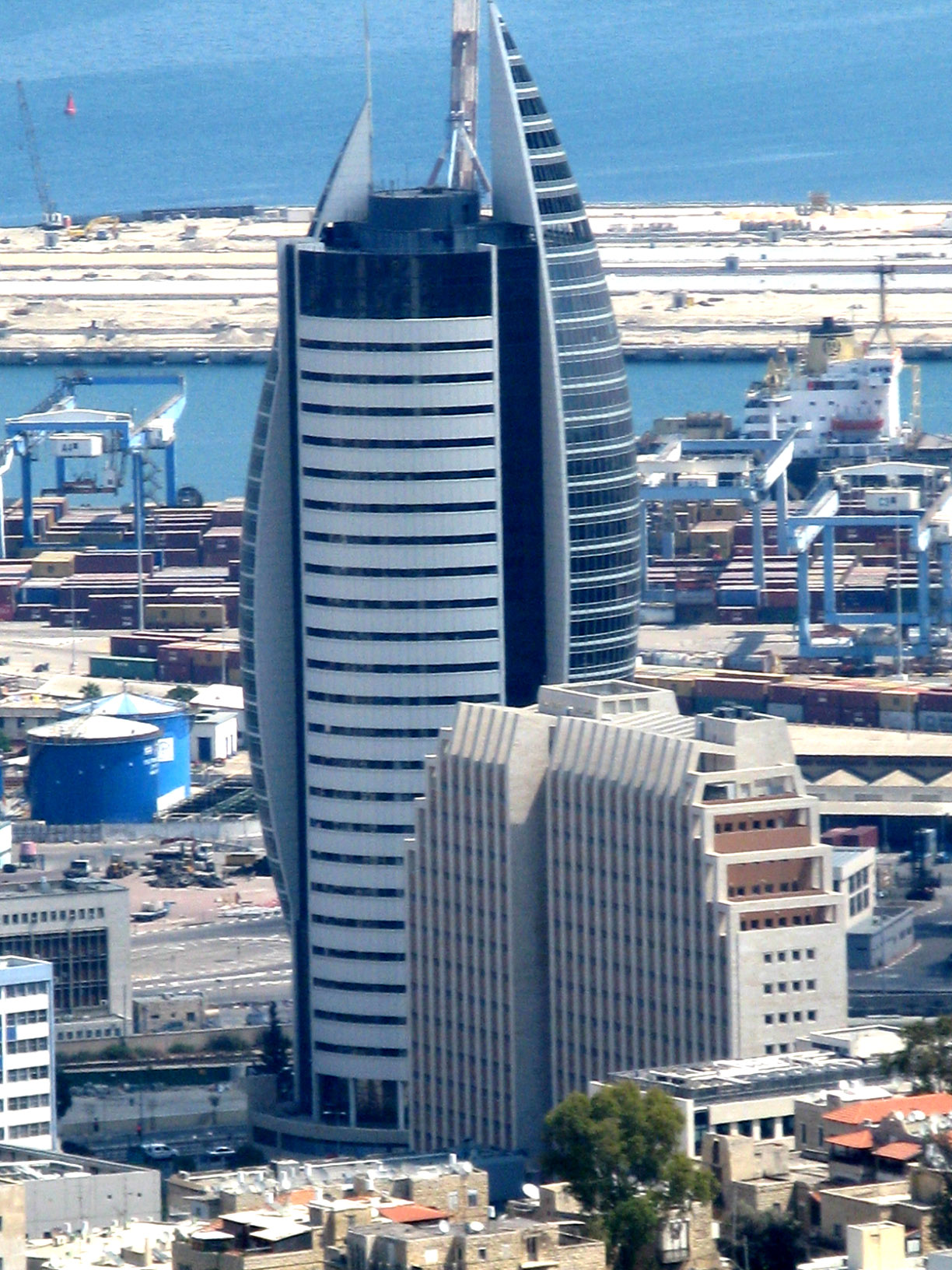
Výšková budova Migdal ha-Mifras

Po válce za nezávislost hrálo město významnou roli jako brána židovského přistěhovalectví. Tisíce imigrantů (olim) se během války usadily v opuštěných arabských domech a následně pro ně byly vybudovány nové čtvrtě jako jsou Kirjat Chajim, Ramot Remez, Ramat Ša'ul, Kirjat Šprincak a Kirjat Eli'ezer. V poválečném období byla dále ve čtvrti Hadar ha-Karmel postavena Nemocnice Bnej Cijon (dříve Rothschildova) a Ústřední synagoga. V roce 1953 byl vytvořen dopravní a architektonický plán pro rozvoj města.
V roce 1959 vypukly nepokoje mezi mizrachim, převážně marockého původu (viz nepokoje ve Vádí Sálib). Rebelové tvrdili, že je stát diskriminuje. Mnoho z nich žilo v domech dříve patřících haifským Arabům. Jejich požadavek na „chléb a práci“ byl namířen proti státním institucím a proti aškenázským elitám ve Straně práce a Histadrutu.
Zatímco Tel Aviv získal na významu, došlo k poklesu významu Haify coby regionálního centra. Tento trend ještě umocnilo otevření přístavu v Ašdodu). Později došlo také k odlivu turistů poté, co ministerstvo cestovního ruchu upřednostnilo rozvoj Tiberiady, jakožto turistického centra.
Počátkem 70. let dosáhla haifská populace 200 000 obyvatel. Masová imigrace ze zemí bývalého Sovětského svazu přivedla do města dalších 35 000 lidí.
Za izraelské správy došlo k demolici mnoha historických osmanských budov ve čtvrti Vádí Sálib a v 90. letech došlo kvůli výstavbě městského centra ke zbourání hlavní části Starého města.
V roce 2006 zasáhlo město během druhé libanonské války 93 raket Hizballáhu, které zabily jedenáct civilistů. Tyto raketové útoky, při kterých byla zasažena i zdejší ropná rafinerie, vedly k dočasnému útěku takřka poloviny obyvatel během prvního týdne války.
Dne 2. prosince 2010 vznikl nedaleko jižního okraje města, na výšinách pohoří Karmel, lesní požár, který se nepodařilo do večera lokalizovat a do 3. prosince 2010 již kvůli němu muselo být evakuováno přes 15 000 lidí, včetně obyvatel haifské čtvrti Hod ha-Karmel. Šlo o největší lesní požár v dějinách státu Izrael. Vyžádal si dle údajů z dopoledne 3. prosince 41 obětí, z velké části šlo o strážné z věznice Damon, kteří při evakuaci nápravného ústavu uvízli v autobusu uprostřed požáru. Při požáru byla těžce zraněna i Ahuva Tomerová z velitelství haifské policie.

## Geografie

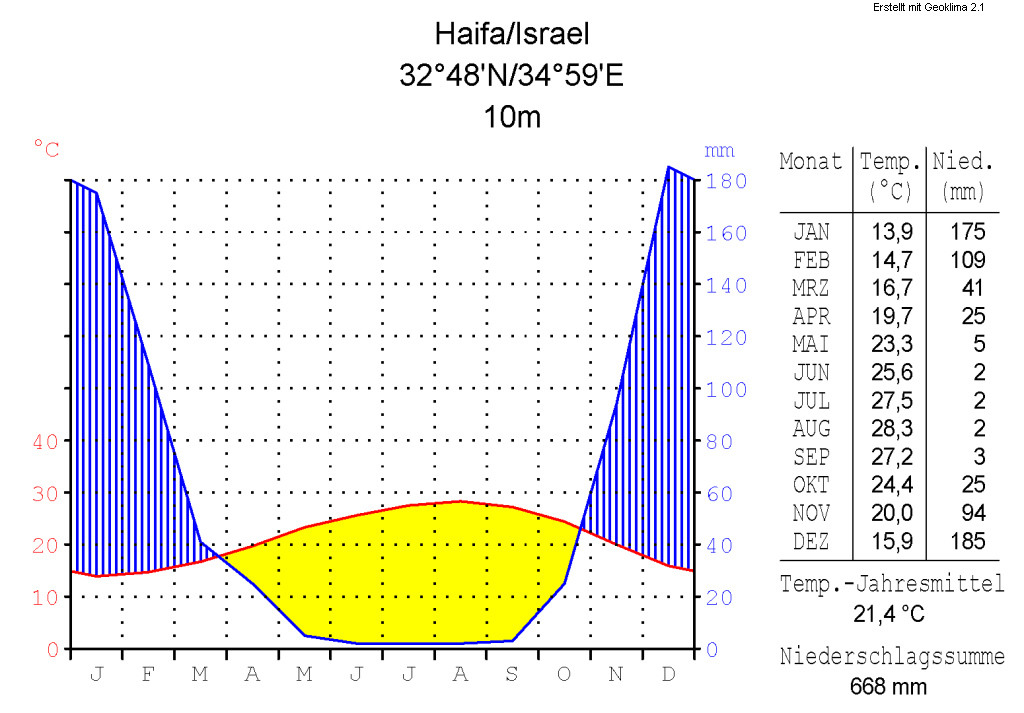
Klimadiagram Haify

Haifa se nachází na izraelské středomořské pobřežní planině, historické spojnici Evropy, Afriky a Asie. Rozkládá se při Haifském zálivu u hory Karmel a je rozvrstveno do tří částí. Nejnižší je centrem obchodu a průmyslu a zahrnuje i haifský přístav. Prostřední se nachází při úpatí hory Karmel a sestává ze starších rezidenčních čtvrtí, zatímco nejvyšší zahrnuje moderní rezidenční čtvrti. Z nejvyšších částí Haify je výhled na oblast západní Galileje směrem k Roš ha-nikra a libanonským hranicím.
Masiv Karmelu člení četná boční údolí a vádí, která prudce spadají směrem k moři. Příkladem takové výrazné terénní rýhy je vádí Nachal Giborim (s přítoky Nachal Vardija, Nachal Tan a Nachal Even), které se svažuje směrem k haifskému přístavu a odděluje centrální části města a východní předměstí. Směrem k západu tečou skrz Haifu vádí Nachal Šikmona, Nachal Alija, Nachal Lotem, Nachal Amik, Nachal Siach, Nachal Ezov, Nachal Achuza, Nachal Amiram, Nachal Ovadja, Nachal Tira a Nachal Neder. K severu a severovýchodu vedou vádí Nachal Ben Dor a Nachal Katija.
Mezi jednotlivými údolími terén stoupá do vyvýšených náhorních plošin, většinou stavebně využitých. Terén se postupně zvedá směrem k jihu, k centrálním částem pohoří Karmel. Na jižním okraji města je to hora Har Tlali s nadmořskou výškou okolo 480 metrů.
Město se nachází 90 km severně od Tel Avivu a má velké množství pláží při Středozemním moři. Na rozdíl od Tel Avivu se pláže nacházejí mimo centrum a jsou spíše oblázkové. Mezi nejznámější patří Karmelská pláž, Studentská pláž, či pláž Bat Galim.

### Klima
Haifa má typické středozemní podnebí s horkými léty a chladnými deštivými zimami (Köppenova klasifikace podnebí – Csa). Jaro přichází v březnu s nárůstem teploty ovzduší. V létě je průměrná teplota 26 °C a v zimě 12 °C. Sníh je zde vzácný, ale teploty tu někdy, zejména v ranních hodinách, klesnou až na 6 °C. Vlhkost vzduchu je díky blízkosti moře celoročně vysoká. Průměrný roční úhrn srážek je 524 mm a nejvíce prší v období od října do dubna.
| Haifa – podnebí                             | Haifa – podnebí | Haifa – podnebí | Haifa – podnebí | Haifa – podnebí | Haifa – podnebí | Haifa – podnebí | Haifa – podnebí | Haifa – podnebí | Haifa – podnebí | Haifa – podnebí | Haifa – podnebí | Haifa – podnebí | Haifa – podnebí |
| Období                                      | leden           | únor            | březen          | duben           | květen          | červen          | červenec        | srpen           | září            | říjen           | listopad        | prosinec        | rok             |
| ------------------------------------------- | --------------- | --------------- | --------------- | --------------- | --------------- | --------------- | --------------- | --------------- | --------------- | --------------- | --------------- | --------------- | --------------- |
| Průměrné denní maximum [°C]                 | 18,0            | 17,9            | 21,1            | 25,3            | 25,4            | 28,5            | 31,5            | 31,1            | 30,3            | 26,9            | 23,5            | 20,8            | 25,0            |
| Průměrné denní minimum [°C]                 | 10,7            | 10,5            | 12,3            | 15,2            | 17,4            | 21,8            | 24,3            | 25,6            | 22,9            | 12,7            | 15,3            | 12,7            | 16,8            |
| Průměrné srážky [mm]                        | 175             | 109             | 41              | 25              | 5               | 0               | 0               | 0               | 3               | 25              | 94              | 185             | 662             |
| Zdroj: Izraelský centrální statistický úřad |                 |                 |                 |                 |                 |                 |                 |                 |                 |                 |                 |                 |                 |

### Fauna a flóra

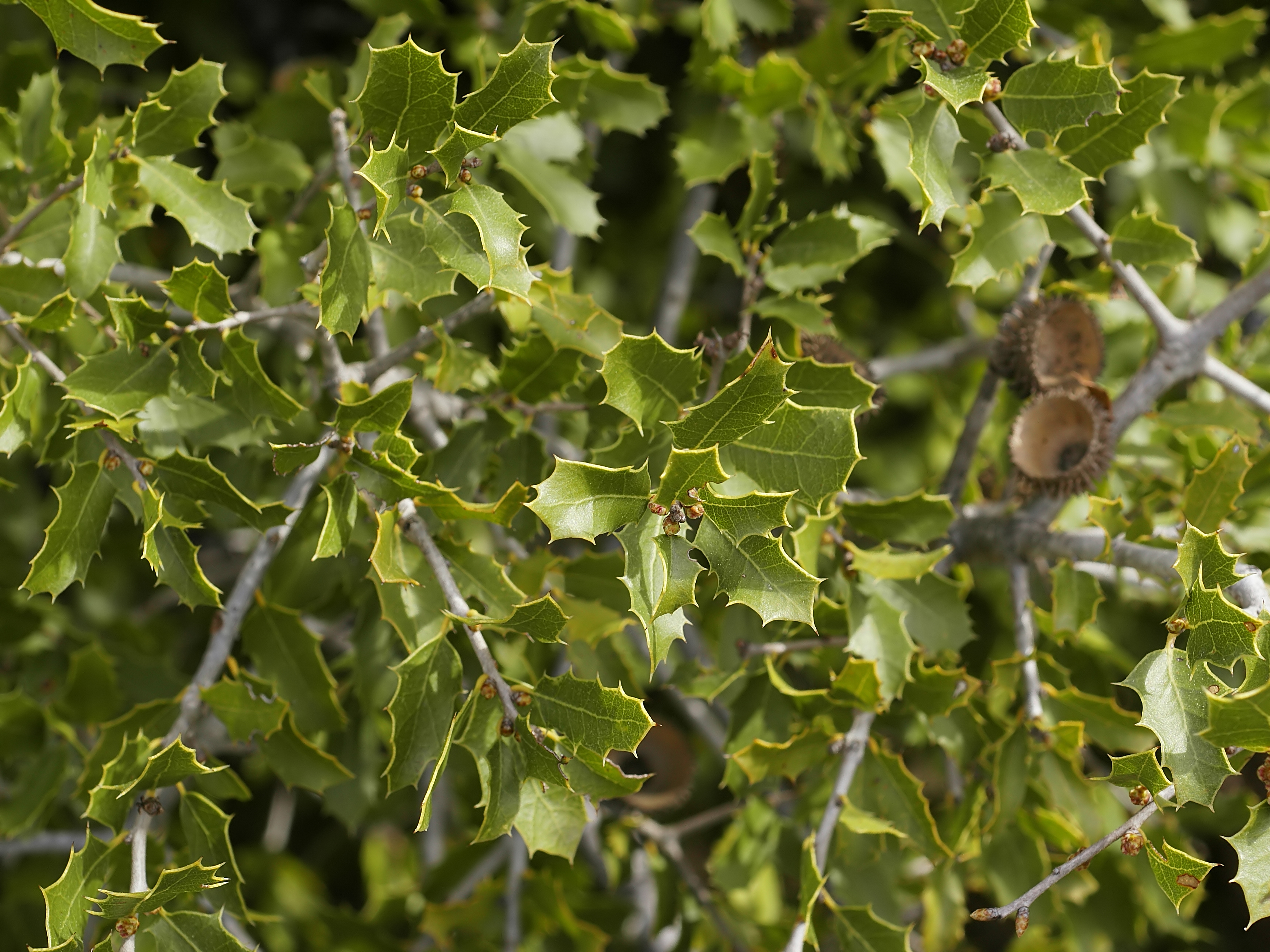
Dub kermesový

Přítomnost rostlinných a živočišných druhů a jejich biologická diverzita je do jisté míry ovlivněna zastavěnou plochou města a významnými ekologickými stresory, jimiž jsou průmyslové továrny podél řeky Kišon, která je v jejich důsledku kontaminovaná. Na druhou stranu se ve městě nachází zachované části přírody, jako například přírodní dubové lesy na hoře Karmel, které jsou součástí zdejšího národního parku (Mount Carmel National Park). Právě karmelská flóra je díky specifickému klimatu, tvořenému zdejšími mořskými proudy, velice bohatá.
Mezi zdejší zástupce flóry patří například dub kermesový (Quercus coccifera), řečík palestinský (Pistacia palaestina), planika obecná (Arbutus unedo), či řešetlák (Rhamnus). Karmelské pohoří je rovněž výjimečné, coby jediná lokalita výskytu borovice halepské (Pinus halepensis) v Izraeli. Z kvetoucích rostlin se zde nachází například lilie bělostná (Lilium candidum) a různí zástupci sasanek (Anemone), bramboříků (Cyclamen) a orchidejí (Orchidaceae).
Na pohoří Karmel se nachází i přírodní rezervace Karmel Chaj Bar, kde se organizace Chaj bar snaží do volné přírody navrátit rostlinné a živočišné druhy, které se v minulosti volně vyskytovaly v zemi Izraelské či druhy, jež jsou v současné době ohrožené. Mezi zástupce ptactva patří například sup bělohlavý (Gyps fulvus), orel mořský (Haliaeetus albicilla) či sup mrchožravý (Neophron percnopterus). Savce zastupuje například daněk mezopotámský (Dama dama mesopotamica), gazela obecná (Gazella gazella) a srnec obecný (Capreolus capreolus). Obojživelníky pak třeba mlok skvrnitý (Salamandra salamandra).

## Městské čtvrtě

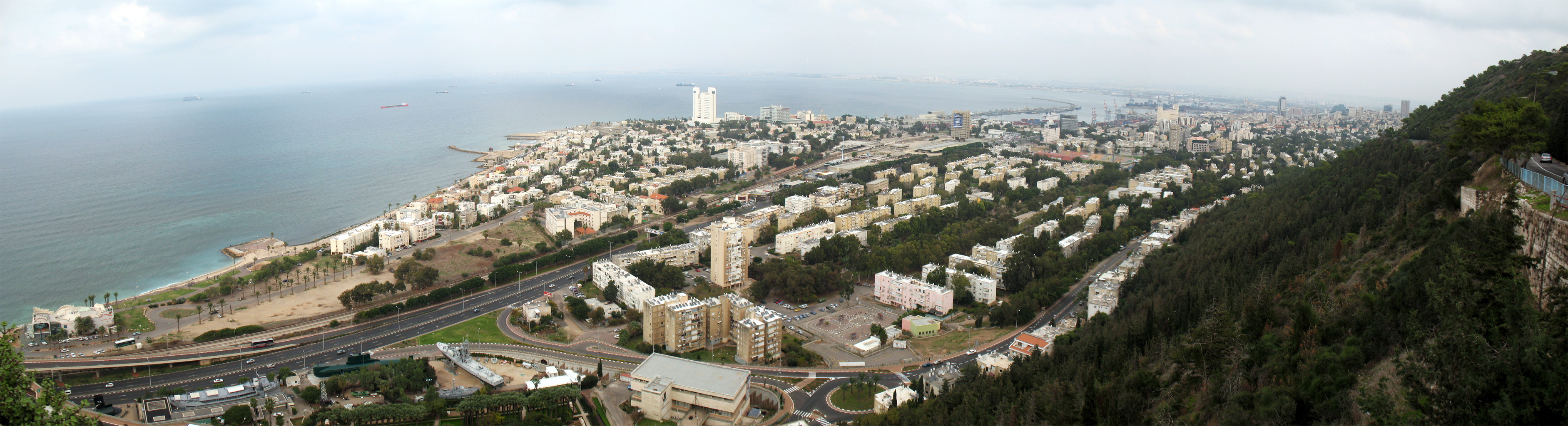
Čtvrť Bat Galim v dolní Haifě

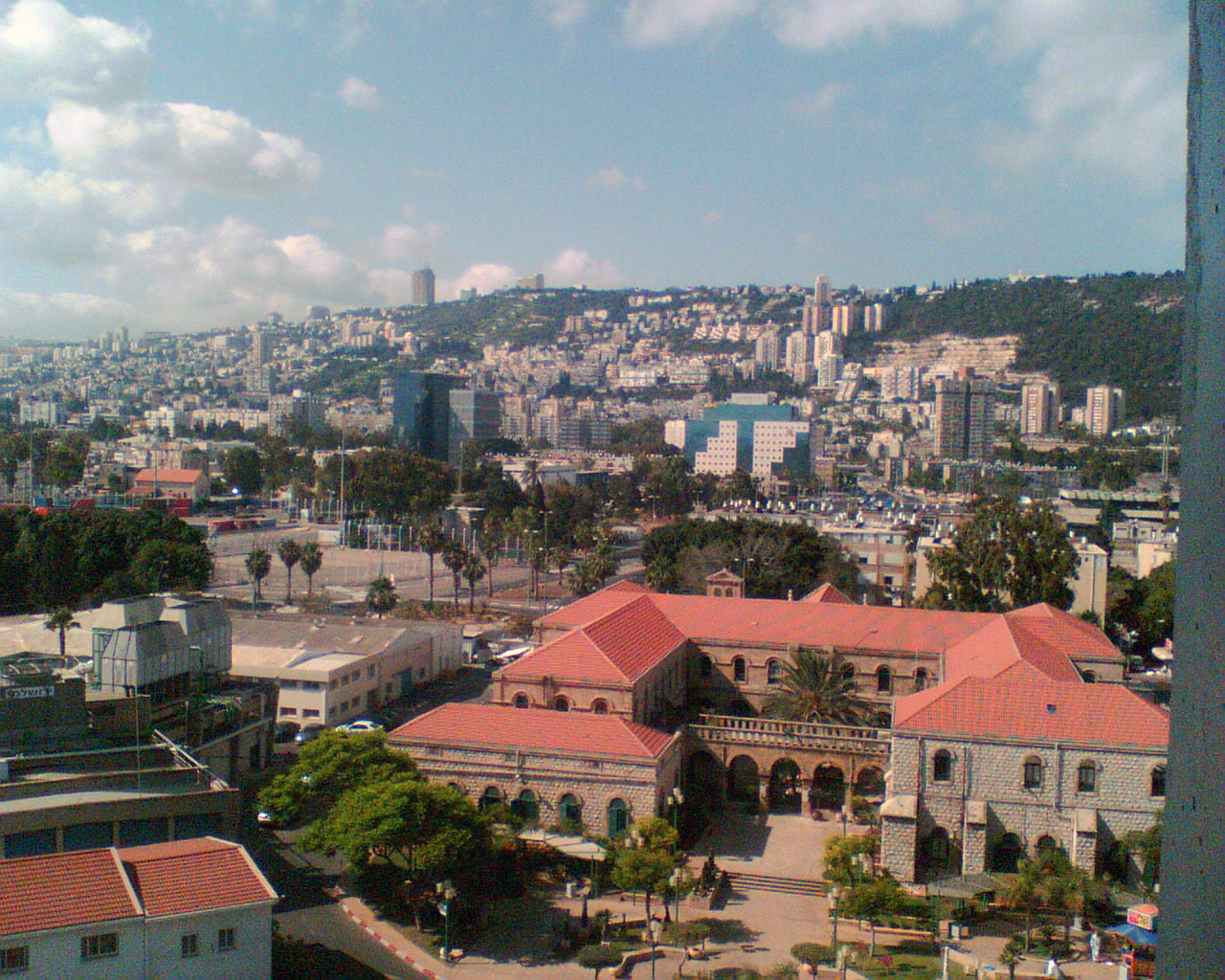
Pohled na Haifu od Rambamovy nemocnice

Haifa se vyvíjela stupňovitě od moře směrem k vrcholu hory Karmel. Nejstarší čtvrtí je Vádí Salib, označovaná také jako Staré město, která se nachází v blízkosti přístavu. V minulosti byla rozdělena hlavní silnicí a částečně zbořena kvůli výstavbě vládních budov. Nedaleko se rozkládá další starší čtvrť Vádí Nisnas, která je centrem současného místního arabského života. V 19. století došlo pod osmanskou nadvládou k výstavbě čtvrti ha-Mošava ha-Germanit (Německá kolonie), kterou zbudovali němečtí templeři a která byla prvním plánovitým sídelním okrskem. Některé z budov byly obnoveny a kolonie se stala centrem nočního života.
O něco výše ve svazích Karmelu leží čtvrť Hadar, kde byly první domy postaveny počátkem 20. století a kde se již výrazně projevovala židovská osidlovací aktivita. Tato čtvrť byla od 20. do 80. let kulturním a obchodním centrem Haify a nachází se v sousedství arabských čtvrtí. Dnešní Hadar se táhne od přístavu, kolem Německé kolonie, Vádí Nisnas a Vádí Sálib. Jsou zde dvě komerční centra obklopená staršími městskými čtvrtěmi.
Nad Hadarem se v druhé části nachází čtvrť Neve Ša'anan, která je domovem ortodoxních Židů a obyvatel pocházejících ze zemí bývalého Sovětského svazu. Byla založena ve 20. letech a původně zde stály samostatně stojící patrové domy, které však byly v 50. letech nahrazeny novějšími čtyřpatrovými domy apartmánového typu.
Dole při hranici mezi městem a přístavem a západně se nachází převážně židovské čtvrti Bat Galim a Kirjat Eli'ezer (poblíž archeologické lokality Tel Šikmona). Západně a východně od Hadaru jsou arabské čtvrti Abbás a Chalisa postavené zejména v 60. a 70. letech. Jižně od karmelského mysu se nachází čtvrti Ejn ha-Jam, Ša'ar ha-Alija, Kirjat Šprincak a Neve David. Dále k jihu Kfar Samir (se hřbitovem Sde Jehošua).

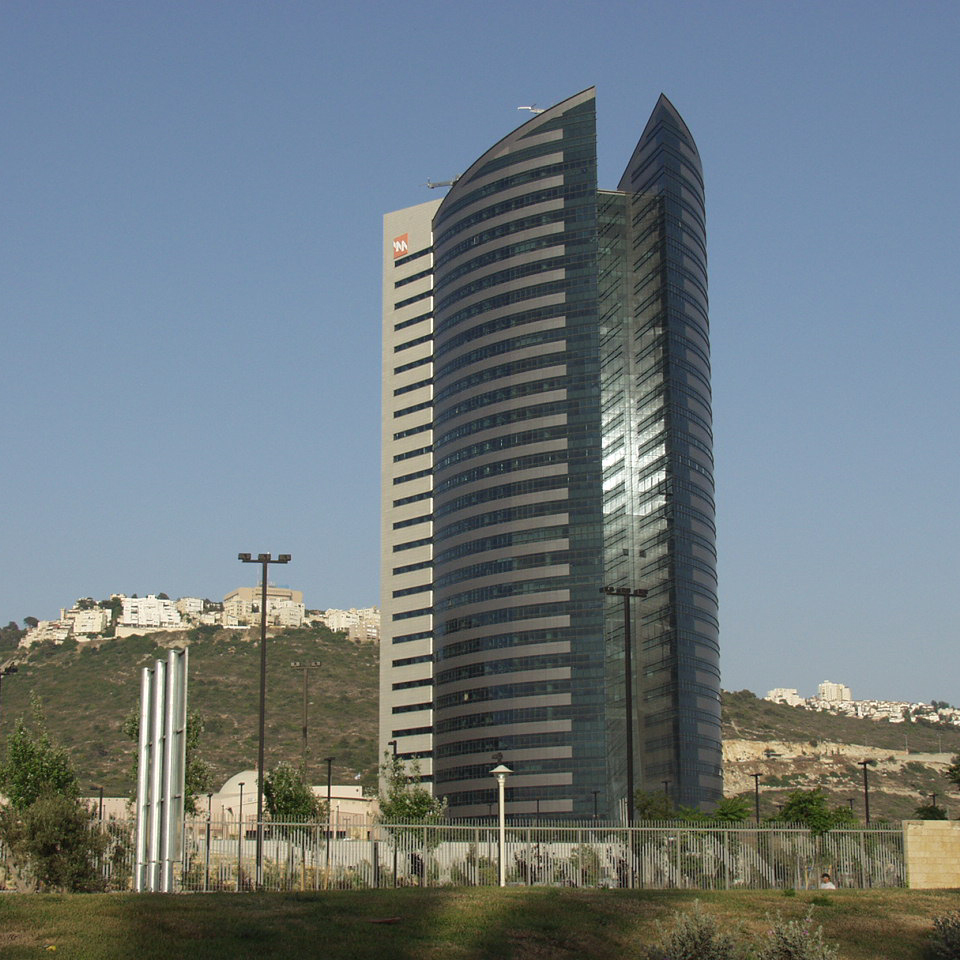
IEC Tower je sídlem energetické společnosti Israel Electric Corporation a nejvyšší budovou ve městě

Nejvyšší a nejmladší je zástavba na vrcholových partiích pohoří Karmel. Nad Hadarem a západně od Neve Ša'ananu jsou to bohaté, převážně židovské čtvrtě. Patří mezi ně Karmel Carfati, Karmel Merkazi, Romema, Karmelija, Vardija, Ramat Golda nebo Hod ha-Karmel (zvaná též Denja). Přestože stále existuje jasný rozdíl mezi židovskými a arabskými čtvrtěmi, lze pozorovat vzestupný trend, kdy se bohatí Arabové stěhují do židovských čtvrtí s lepší adresou. Specifická je čtvrť Kababir, ležící sice na vrcholu Karmelu, ale osídlená převážně Araby. Je zde sídlo Národního vedení izraelské ahmadijské muslimské komunity. Kababir je od čtvrtě Karmelija oddělen hlubokým kaňonem vádí Nachal Siach. Právě boční údolí jako Nachal Siach, jež člení hřbet Karmelu a vytvářejí izolované stavebně využité náhorní terasy, jsou typickým prvkem městské struktury Haify. Hluboká údolí podél sezónních toků zde pronikají i přímo do centra města (Nachal Lotem, Nachal Giborim).
Pro účely statistické, administrativní a demografické je Haifa rozdělena na devět čtvrtí. Jde spíše o umělé jednotky. Jsou to čtvrtě:
- 1. Kirjat Chajim-Kirjat Šmu'el (podčásti Kirjat Šmu'el, Kirjat Chajim Ma'aravit, Kirjat Chajim Mizrachit)
- 2. Mifrac Chejfa (podčásti Chalucej ha-Ta'asija, Lev ha-Mifrac, Namal Chejfa – Namal ha-Kišon)
- 3. ha-Ir ha-Tachtit (podčásti ha-Ir ha-Tachtit Mizrach, ha-Ir ha-Tachtit Merkaz, ha-Ir ha-Tachtit Ma'arav)
- 4. Ma'arav Chejfa (podčásti Chof Bat Galim – Kirjat Eli'ezer, Chof Šikmona, ha-Chof ha-Dromi)
- 5. ha-Karmel (podčásti Karmelija-Vardija, Karmel Merkazi u-Ma'aravi, Karmel Carfati)
- 6. Hadar (podčásti Hadar-Ma'arav, Hadar Eljon, Hadar-Merkaz, Hadar-Mizrach)
- 7. Neve Ša'anan – Jizre'elija (podčásti Mordot Neve Ša'anan, Neve Ša'anan, Jizre'elija)
- 8. Ramot Neve Ša'anan (podčásti Ziv – Ramat Alon a Remez – Ramat Sapir)
- 9. Ramot ha-Karmel (podčásti Romemot, Achuza, Cir Chorev, Cir Abu Chuši).

### Rozvojové plány
Další čtvrtě se rozkládají severovýchodně od centra města, při pobřeží Haifského zálivu. Jde o Kirjat Chajim a Kirjat Šmu'el, které sice administrativně spadají pod město Haifa, ale urbanisticky jsou propojeny s konurbací samostatných měst při Haifském zálivu zvaných Krajot. V současné době je bytová výstavba soustředěna právě do oblasti Kirjat Chajim a Kirjat Šmu'el, kde bylo v letech 2002–2004 vystavěno 75 tisíc m² obytných prostor, Karmel a Ramot Neve Ša'anan, oba po 70 tisících m². Neobytné administrativní budovy se nejvíce staví v dolní části města (90 tisíc m²), u Haifského zálivu (72 tisíc m²) a Ramot Neve Ša'anan (54 tisíc m²). K roku 2004 bylo 80 % všech staveb ve městě v soukromém vlastnictví.
Ve čtvrti Vádí Sálib došlo k přestavbě původních interiérů paláce Paša, tureckého lázeňského domu a hudebního a tanečního klubu, a v současné době slouží jako taneční kluby, divadla a kanceláře. Haifa Economic Corporation Ltd. plánuje postavit na dvou parcelách o rozloze 1000 m² kancelářské a obchodní prostory, které budou zahrnovat turecké a arabské „stavební prvky,“ a vládní centrum v dolní části města. Jiné vládní centrum postavené ve stejné oblasti v 90. letech nedokázalo podpořit ekonomiku tak, jak se očekávalo. Současný projekt je kontroverzní kvůli vystěhování rodin z okolí a plánované demolici historických budov, včetně bývalého domu palestinského intelektuála Emila Toumy.

## Demografie
| Město Haifa Populace podle roků |         |
| 1800                            | 1 000   |
| 1840                            | 2 000   |
| 1880                            | 6 000   |
| 1914                            | 20 000  |
| 1922                            | 24 600  |
| 1947                            | 145 140 |
| 1961                            | 183 021 |
| 1972                            | 219 559 |
| 1983                            | 225 775 |
| 1995                            | 255 914 |
| 2005                            | 267 800 |
| 2008                            | 264 900 |
| 2010                            | 268 200 |
| 2011                            | 270 300 |
| 2012                            | 272 200 |
| 2013                            | 273 200 |
| 2014                            | 277 100 |
| 2015                            | 278 900 |
| 2016                            | 279 600 |
| 2017                            | 281 100 |

K 31. prosinci roku 2017 v Haifě žilo 281 100 obyvatel (z toho 217 600 Židů). 25 % populace města tvoří imigranti ze zemí bývalého Sovětského svazu. Podle Centrálního statistického úřadu tvoří Arabové 9 % obyvatelstva města a žijí převážně ve čtvrtích Vádí Nisnas, Abbas a Chalisa.
Haifa je často představována jako modelový příklad soužití mezi Araby a Židy, nicméně i zde existuje jisté napětí a nepřátelství. Existuje zde množství palestinských organizací bojujících proti diskriminaci, přerozdělování zdrojů, protestujících proti vysídlení haifských Arabů, jejichž domy zabrali Židé a proti destrukci arabského kulturního dědictví v oblasti Haify.
Haifa je třetí největší izraelské město a nachází se zde 103 tisíc domácností. V porovnání s Tel Avivem a Jeruzalémem populace Haify stárne a vliv na to má především migrace mladého obyvatelstva do centra země za vzděláním a prací a stěhování mladých rodin za Haifu.

### Náboženské komunity
| Vyznání obyvatel Haify | Vyznání obyvatel Haify | Vyznání obyvatel Haify | Vyznání obyvatel Haify | Vyznání obyvatel Haify |
| ---------------------- | ---------------------- | ---------------------- | ---------------------- | ---------------------- |
| náboženství            |                        |                        | procent                |                        |
| judaismus              | judaismus              |                        | 82 %                   | 82 %                   |
| křesťanství            | křesťanství            |                        | 14 %                   | 14 %                   |
| islám                  | islám                  |                        | 4 %                    | 4 %                    |
| Zdroj: Urban Economics |                        |                        |                        |                        |

Vyznání haifského obyvatelstva je z 82 % židovské, 4 % muslimské a 14 % křesťanské. Relativně velké množství křesťanské populace vzniklo uzavřením svazků mezi arabskými křesťany a imigranty ze zemí bývalého Sovětského svazu.
Vzhledem ke stárnutí židovské populace, související s odchodem mladých lidí z města, dochází k nárůstu křesťanské a muslimské populace. V roce 2006 bylo 27 % Arabů ve věku 0–14 let, oproti 17 % Židů. Tento trend se vyskytuje i u ostatních věkových skupin. Celkem 27 % Arabů zastupuje věkovou skupinu 15–29 let a 23 % věkovou skupinu 30–44 let. Oproti tomu Židé představují 22 % a 18 %. U věkových skupin staršího věku se trend obrací a skupinu 45–59 let zastupuje 19 % Židů oproti 14 % Arabů. Stejný vývoj je i u starších skupin. Celkem 14 % Židů zastupuje skupinu 60–74 let oproti 7 % Arabů a skupinu starších 75 let zastupuje 10 % Židů oproti 2 % arabské populace.
Vzhledem k národním standardům je haifská židovská populace relativně sekulární. K roku 2006 se 2,9 % zdejších Židů označilo jako charedim, což je výrazně pod 7,5% celostátní průměr. 66,6 % se označilo sekulární, což je naopak nad 43,7% celostátní průměr. Malé množství imigrantů z bývalého Sovětského svazu se nezařazuje do žádné skupiny, neboť často pocházejí ze smíšených manželství s židovskými předky.

## Ekonomika

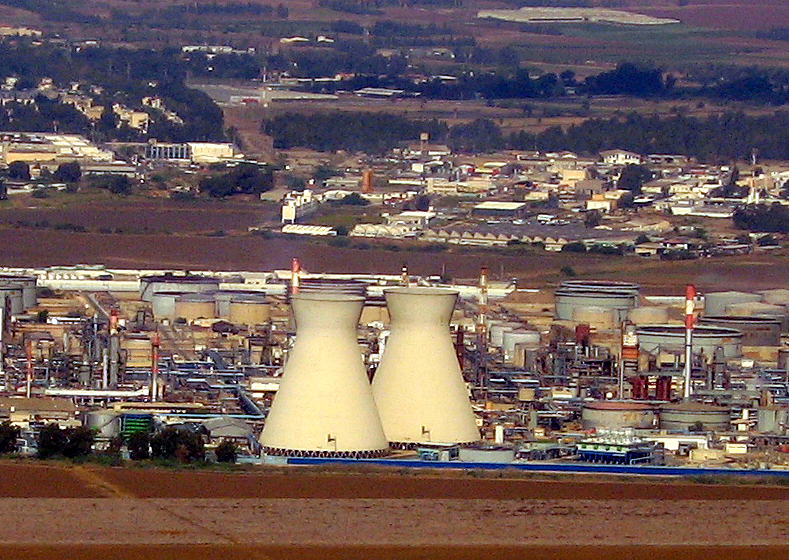
Věže haifské rafinerie

Úsloví „v Haifě se pracuje, v Jeruzalémě se modlí a v Tel Avivu se baví“ odkazuje na pověst Haify, coby města pracujících. Hlavní průmyslová základna města se nachází na severovýchodě, blízko řeky Kišon. V Haifě se také nachází jedna ze dvou izraelských ropných rafinérií (druhá je v Ašdodu). Zdejší rafinerie zpracuje ročně na 9 milionů tun (66 milionů barelů) ropy. V době britského mandátu byla dvojice chladicích věží rafinérie postavených ve 30. letech 20. století nejvyššími stavbami v zemi.
Na jižním okraji města se nachází průmyslový park Metam (zkrácenina Merkaz Ta'asijot Mada – Vědecké průmyslové centrum), který je největším a nejstarším průmyslovým parkem v zemi. Sídlí v něm množství výzkumných a vývojových izraelských a mezinárodních hi-tech společností, jako například Intel, IBM, Microsoft, Motorola, Google, Yahoo!, Elbit Systems, Zoran, Philips a Amdocs. Kampus Haifské univerzity je domovem laboratoří IBM.
Haifský přístav je předním izraelským přístavem pro osobní dopravu a hlavním izraelským nákladním přístavem.
Ve městě se nachází množství nákupních a obchodních center, mezi které patří Hucot Hamifrac, OC Horev, Panorama Center, Castra Center, Colony Center (Lev ha-Mošava), OC Hanevi'im, Kanyon Haifa, OC Lev Hamifrac a Grand Kanyon.

## Památky

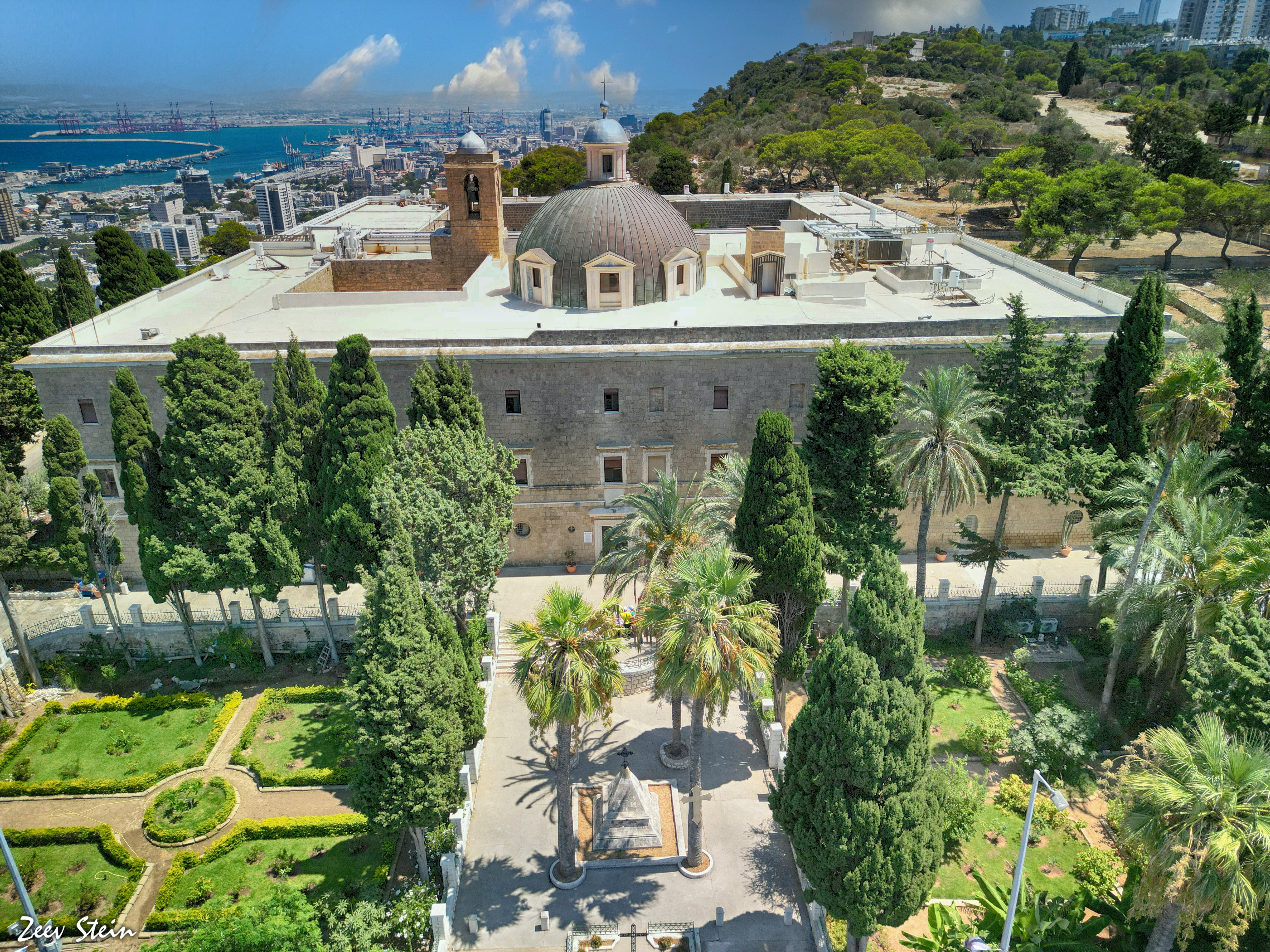
Celkový pohled na Karmelitánský klášter a školu

- Světové centrum Bahá'í se zlatou svatyní Bába a přilehlými zahradami je od roku 2008 na seznamu světového dědictví UNESCO. V letech 2005 až 2006 navštívilo svatyni na 86 037 turistů.[75]
- Karmelitánský klášter zvaný Stella Maris („Mořská hvězda“) s Elijášovou jeskyní, zahradami a školou
- Německá kolonie
- zoologická a botanická zahrada
- Muzeum přírodního prostředí (Museum of Natural History), Zoologický institut a Přírodovědné muzeum (Museum of Nature).

### Cestovní ruch

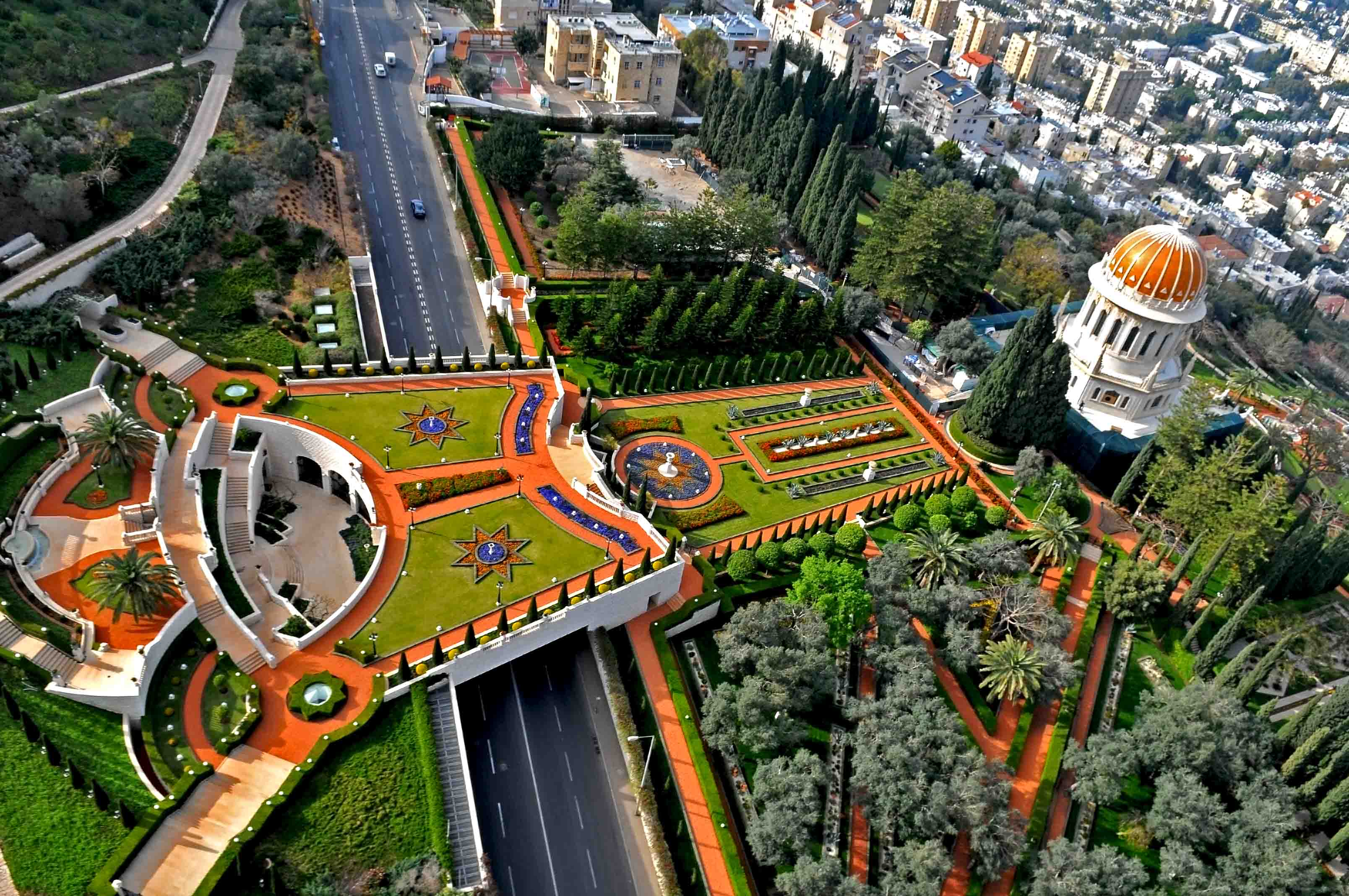
Zahrady Bahá'í a svatyně Bába

Z Haify se kromě památek podnikají výlety do drúzských měst na jihu.
Nedaleko Haify se nachází umělecká kolonie Ejn Hod, kde má přes 90 umělců a mistrů svá studia a stálé výstavy,
- Národní park Karmel; v jeho jeskyních byly nalezeny pozůstatky neandrtálců; je specifický kosodřevinovým lesem.[77]
- Hotely[75]  a ze 17 kilometrů pobřeží 5 kilometrů  zabírající pláže.[78]

## Společnost a kultura

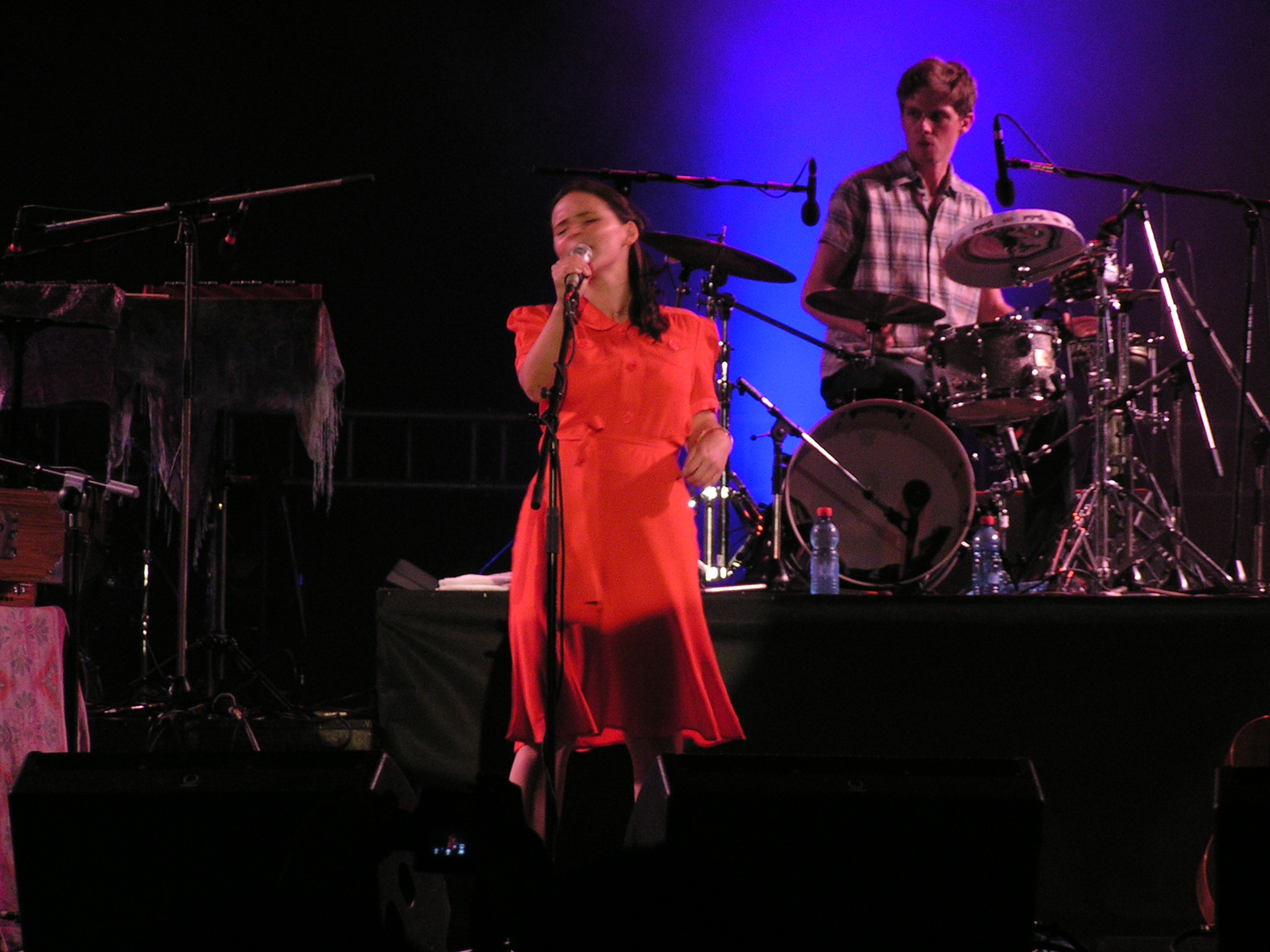
Emilíana Torrini na Orange Music Haifa, 2005

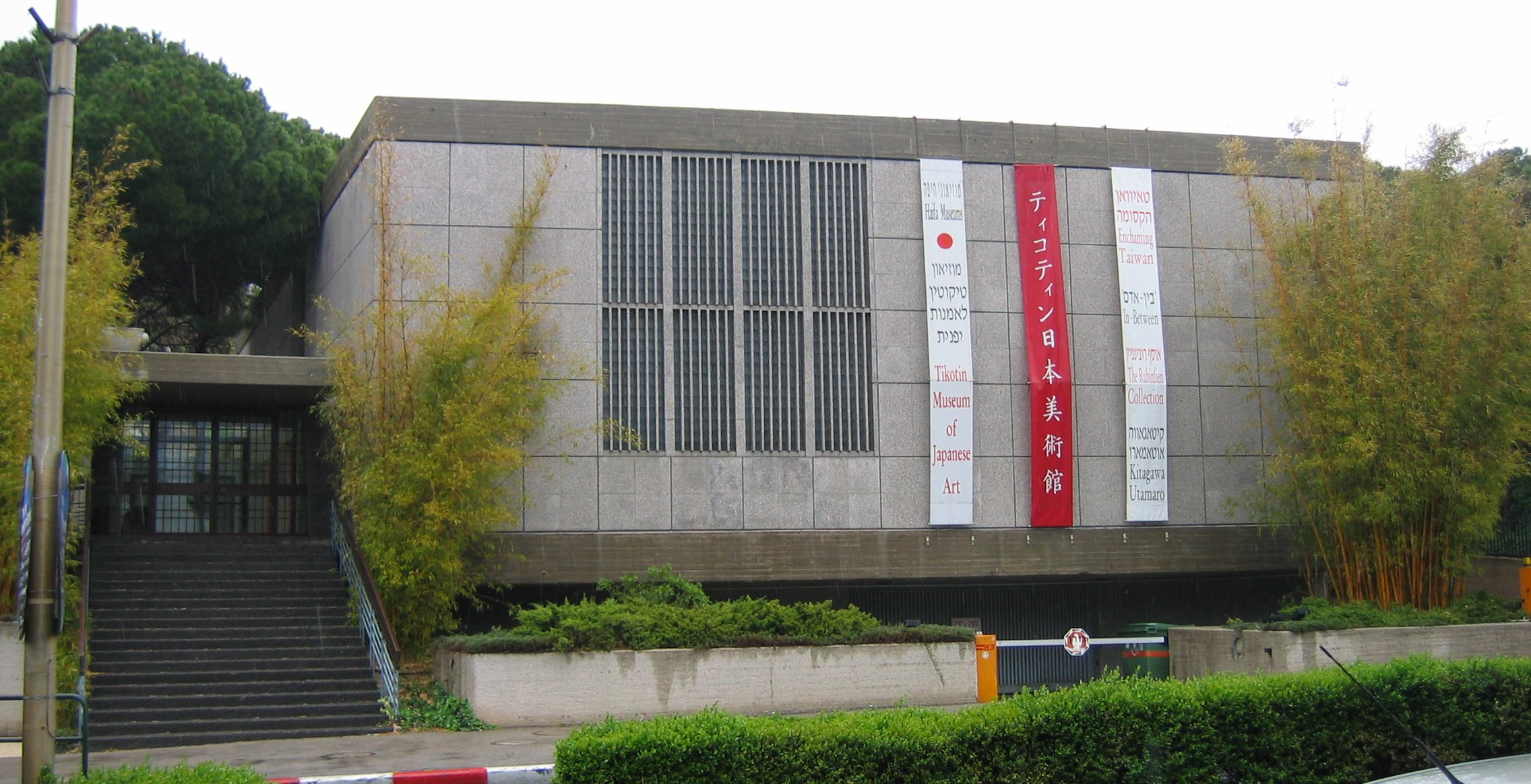
Tikotinovo muzeum japonského umění

Navzdory obrazu přístavního a průmyslového města je Haifa kulturním centrem severního Izraele. Během 50. let 20. století vyvinul starosta Abba Huši zvláštní úsilí přilákat spisovatele a básníky do města a nechal založit Haifské divadlo, které bylo vůbec prvním městským divadlem v zemi. Hlavní arabské divadlo sloužící potřebám arabské populace je divadlo al-Midan. Mezi další divadla ve městě patří Kriegerovo centrum a Rappaportovo umělecké a kulturní centrum. Zdejší Kongresové centrum hostí výstavy, koncerty a zvláštní události.
Nový haifský symfonický orchestr založený roku 1950 má více než 5000 abonentů. Za rok 2004 navštívilo jeho koncerty 49 tisíc lidí. Haifská kinotéka založená roku 1975 hostí každoroční Haifský mezinárodní filmový festival, který se koná během svátku Sukot. Nachází se zde 29 kin. Vychází zde místní noviny Jediot Haifa a je zde místní rádio Radio Haifa.
Na území města v minulosti proběhlo několik archeologických vykopávek, v jejichž rámci byly odkryty pozůstatky z byzantského a raně islámského období.

### Muzea
Ve městě se nachází přes tucet muzeí. Nejpopulárnější je Izraelské národní muzeum vědy, technologií a vesmíru, kam v roce 2004 zavítalo na 150 000 návštěvníků. Nachází se v historické budově Technionu ve čtvrti Hadar. V Haifském muzeu umění se nachází expozice moderního a klasického umění, stejně jako expozice věnovaná historii Haify. Tikotinovo muzeum japonského umění je jediné muzeum na Blízkém východě věnované pouze japonskému umění. Z dalších zdejších muzeí lze zmínit Muzeum pravěku, Národní mořské muzeum, Haifské městské muzeum, Hechtovo muzeum, Dagonovo archeologické muzeum, Železniční muzeum, Muzeum tajné imigrace a námořnictva, Izraelské muzeum naftového průmyslu a Chagallův umělecký dům.

### Sport

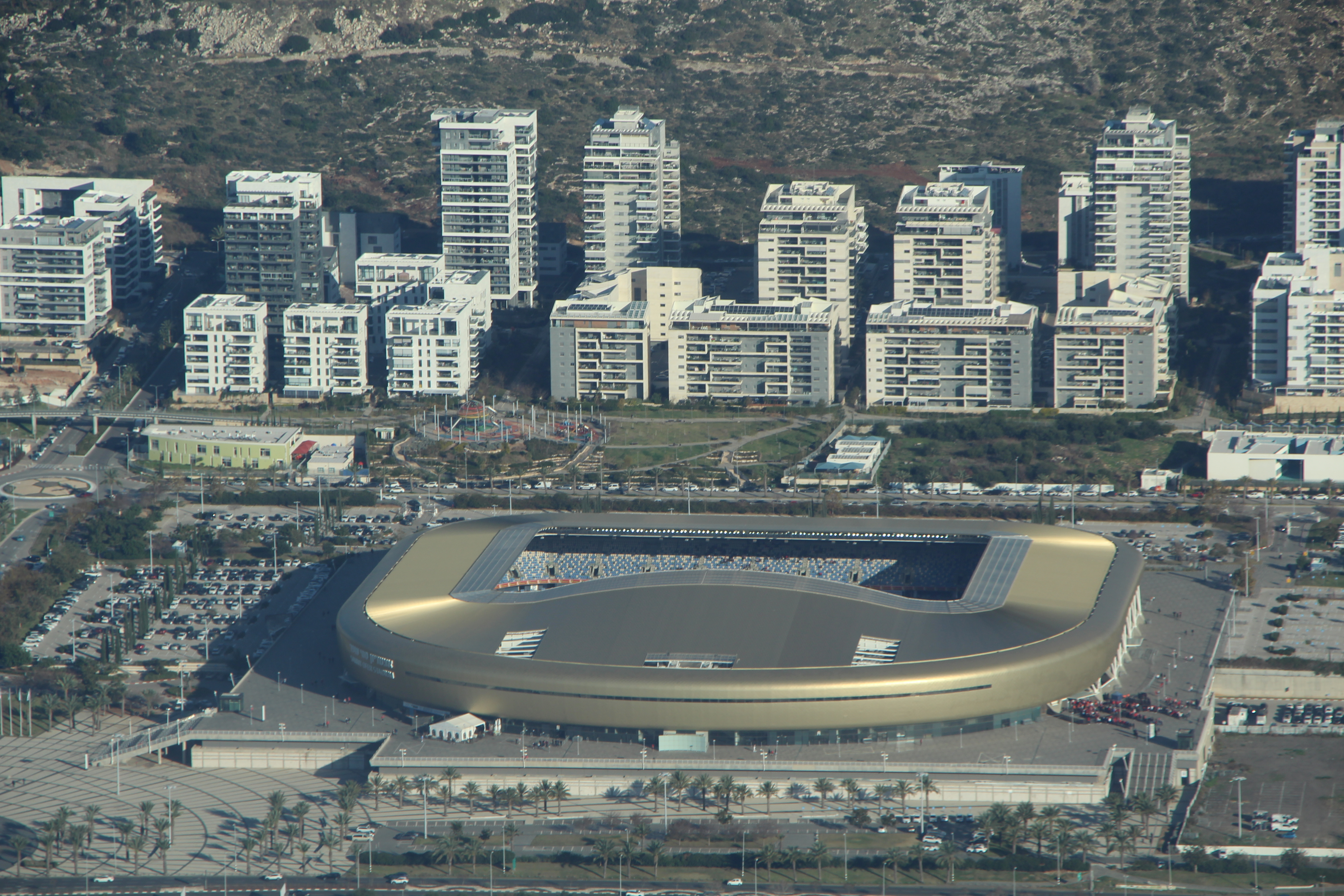
Stadion Sammyho Ofera

Ve městě jsou dva hlavní fotbalové kluby, a to Makabi Haifa a ha-Po'el Haifa (v izraelské Premier League), oba měly domovský stadion Kirjat Eli'ezer. Maccabi vyhrál izraelský pohár desetkrát, zatímco Hapoel pouze jednou.
Ve městě nachází množství klubů působící v oblastních ligách, jako třeba Bejtar Haifa a ha-Po'el Achva Haifa v lize Bet a ha-Po'el Spartak Haifa a Makabi Neve Ša'anan v lize Gimel.
V roce 1996 město hostilo Světové mistrovství ve windsurfingu. Haifský tenisový klub v jihovýchodní části města patří mezi největší v Izraeli.
Ve městě sídlí profesionální basketbalový klub Maccabi Haifa. V nedávné době postoupil do nejvyšší divize ligy ha-Al. Tým hraje v basketbalové aréně Romena, která má kapacitu 3000 míst.
Hlavními stadiony v Haifě byl čtrnáctitisícový stadion Kirjat Eliezer a stadion Thomas D'Alesandro. Kirjat Eliezer byl v roce 2014 uzavřen a o rok později zbourán. Atletický stadion Neve Ša'anan má kapacitu 1000 míst. V jihovýchodní části města byl naplánován třicetitisícový stadion schválený UEFA, který měl být dostavěn v roce 2009. Otevřen byl koncem srpna 2014, nese jméno Sammyho Ofera.

### Zdravotnictví

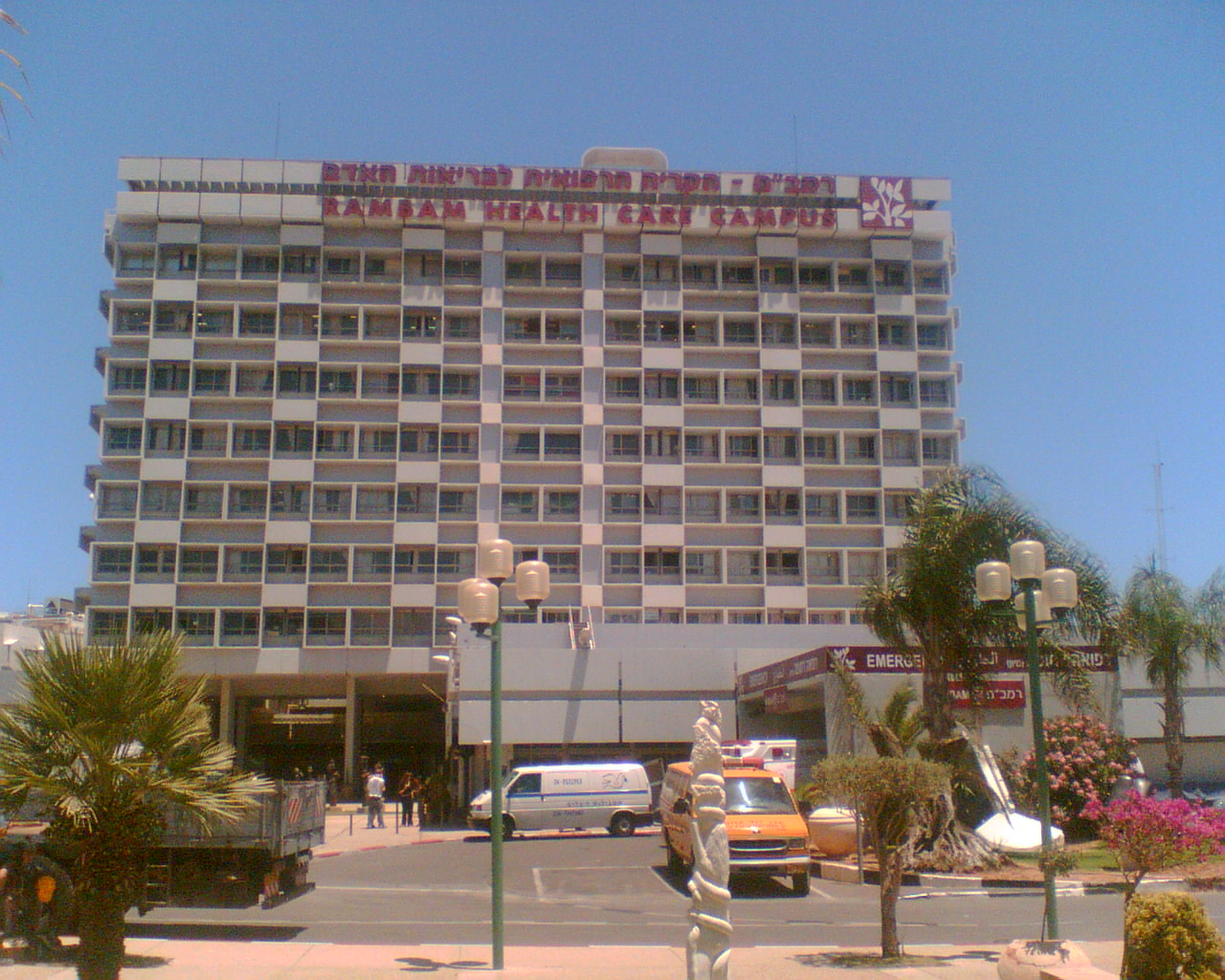
Rambamova nemocnice

Lékařská zařízení v Haifě mají celkovou kapacitu 4000 lůžek. Největší nemocnicí je vládou provozovaná Rambamova nemocnice s 900 lůžky a 78 tisíci ošetřenými pacienty za rok 2004. Nemocnice Bnej Cijon a Karmel mají každá po 400 lůžkách. Mezi další nemocnice ve městě patří Italská nemocnice, nemocnice Eliša (100 lůžek), Choreb Medical Center (36 lůžek) a Ramat Marpe (18 lůžek). Dále má město 20 rodinných zdravotnických center. V roce 2004 bylo v Haifě ošetřeno celkem 177 478 pacientů.
Během druhé libanonské války v roce 2006 byla Rambamova nemocnice pod přímou palbou Hizballáhu a byla nucena přijmout zvláštní opatření k ochraně svých pacientů. Celá křídla nemocnice byla přesunuta do velkých podzemních krytů.

### Školství

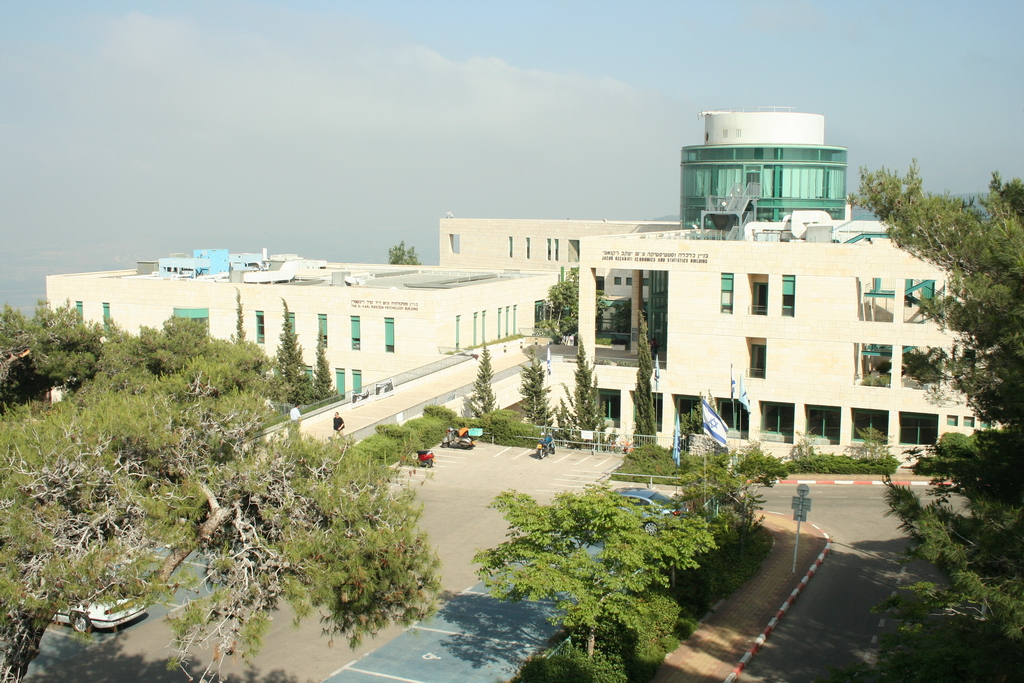
Rabinova budova,
Haifská univerzita

Haifa je domovem dvou mezinárodně uznávaných univerzit a několika fakult. Technion – Izraelský technologický institut, označovaný jako izraelský MIT, byl založen roku 1924. Má 18 fakult a 42 výzkumných institutů. V původní budově univerzity dnes sídlí Haifské vědecké muzeum. První technologická střední škola v Izraeli, Basmat, byla založena v Haifě roku 1933. Haifská univerzita založená roku 1963, se nachází na vrcholu hory Karmel. Univerzitní kampus byl navržen brazilským architektem Oscarem Niemeyerem, který mimo jiné navrhl podobu města Brasília či hlavní sídlo Organizace spojených národů v New Yorku. Nejvyšší patro Eškolovy věže v kampusu poskytuje panoramatický pohled na severní Izrael. V kampusu se rovněž nachází Hechtovo muzeum s významnými archeologickými a uměleckými sbírkami.

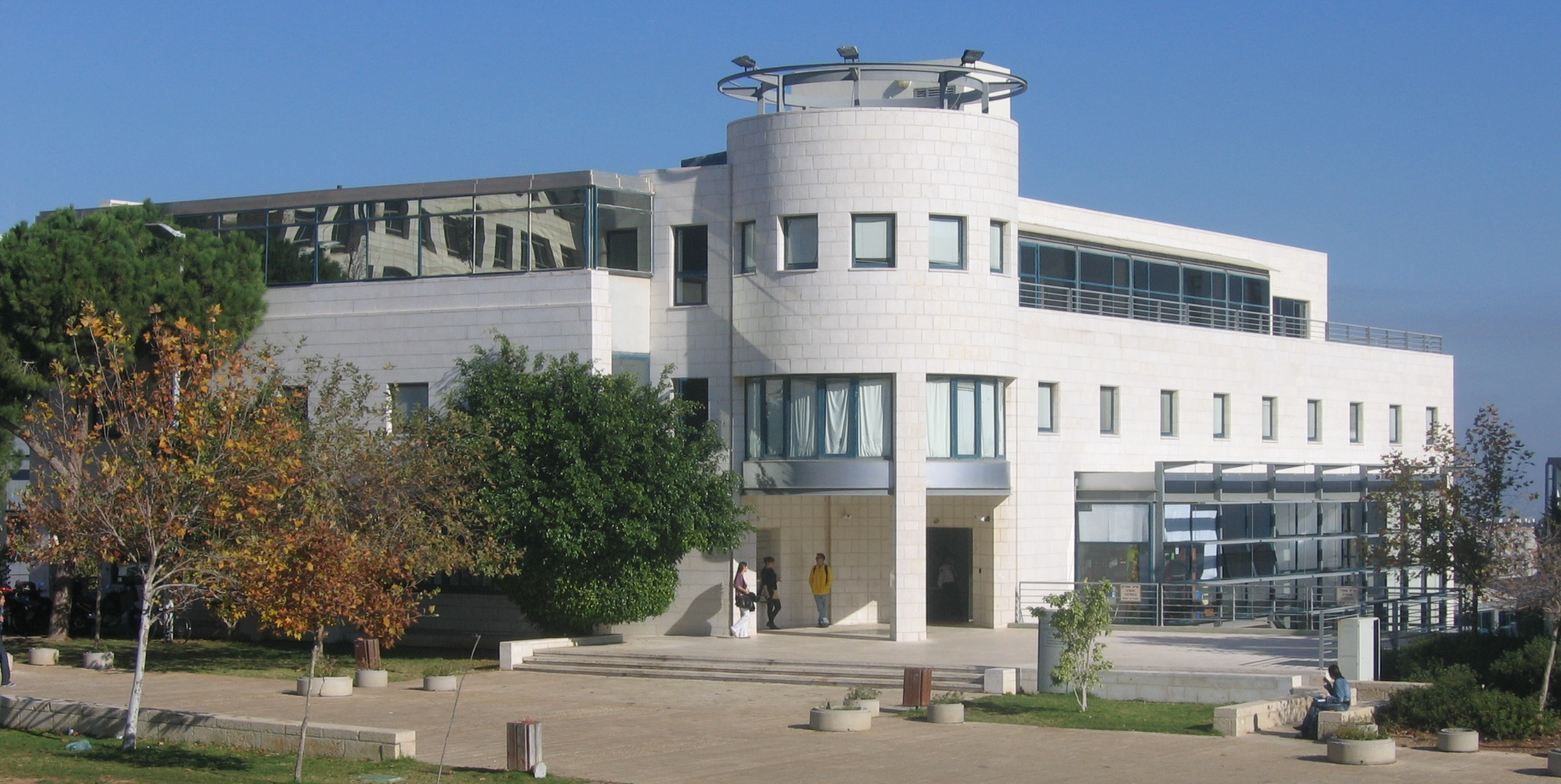
Fakulta architektury, Technion

Mezi další akademické instituce ve městě patří Gordonova fakulta vzdělávání, Ša'anova fakulta náboženské pedagogiky, akademie WIZO Design a Tiltanova fakulta designu. V Haifě se také nachází fakulta managementu Michlala Leminchal soukromé vysoké školy Open University of Israel. Dále se zde nachází fakulta ošetřovatelství a P.E.T. (Praktická stavební škola).
Mezi lety 2006 až 2007 se ve městě nacházelo 70 základních škol, 23 středních škol, 28 akademických škol a 8 odborných vysokých škol. V městských školkách bylo 5133 dětí, na základních školách 20 081 žáků, na středních školách 7911 žáků, na akademických vysokých školách 8072 studentů a na odborných vysokých školách 2646 studentů. Celkem 86 % studentů navštěvovalo školy, kde byla učebním jazykem hebrejština, 14 % pak navštěvovalo školy, kde byla arabština. Celkem 5 % připadá na speciální vzdělávání. K roku 2004 měla Haifa 16 knihoven s 367 323 knihami.

## Správa města
Jakožto průmyslové přístavní města je Haifa tradičně silnou državou Strany práce. Díky velkému množství pracovníků v docích a odborům si město vysloužilo přezdívku „Rudá Haifa.“ Mimo to mnoho prominentních Arabů z izraelské komunistické strany, jako třeba Tawfik Toubi, Emile Habibi, Zahi Karkabi, Bulus Farah a Emile Toma byli z Haify. V uplynulých letech však došlo k posunu v orientaci na politickém spektru směrem ke středu. Nejvíce to bylo patrné v parlamentních volbách v roce 2006, kdy zde Kadima získala 28,9 % hlasů oproti Straně práce, která se umístila na druhém místě s 16,9 %.

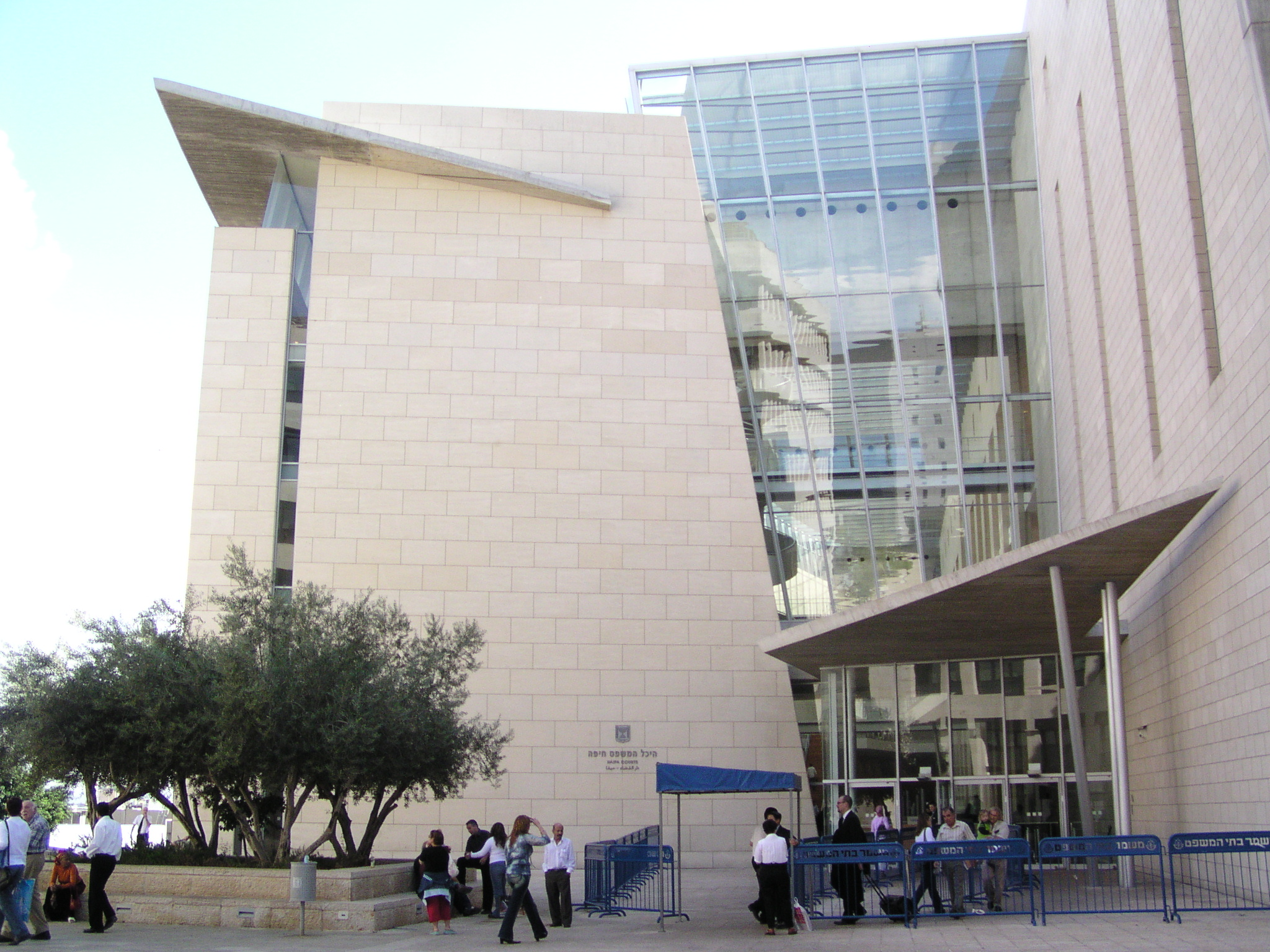
Soudní palác v Haifě

Před rokem 1948 haifská radnice rozvíjela spolupráci mezi smíšenou arabskou a židovskou komunitou, se zastoupením obou skupin na správě města. Za starosty al-Haje měla městská rada v letech 1920–1927 šest arabských a dva židovské členy a přes celkové arabské vedení, byla rada smíšená. Smíšená spolupráce se ještě více rozvinula během druhého funkčního období starosty Hasana Bej Šukriho v letech 1927–1940, který spolupráci mezi Židy a Araby na vedení města podporoval. I přes odlišné zacházení s oběma skupinami z hlediska potřeb bylo větší soužití i nadále podporováno. Hlavní změna ve vedení města nastala v roce 1940, kdy byl zvolen vůbec první židovský starosta Šabtaj Levy. Židé od té doby již nebyli jako občané druhé kategorie. Levyho dva zástupci byli Arabové (jeden muslim, druhý křesťan) a zbytek rady města byl tvořen čtyřmi Židy a šesti Araby.
Dnes je město spravováno svou v pořadí dvanáctou městskou radou, které předsedá starosta Jona Jahav. Zastoupení v městské radě je poměrné na základě komunálních voleb. Městská rada je legislativním orgánem města a má pravomoc vydávat městské vyhlášky. Dvanáctá městská rada zvolená v roce 2003 má 31 členů a nejvíce zástupců v ní má liberální uskupení Šinuj-Zelení (6), následované Likudem (5). Mnohá rozhodnutí městské rady jsou výsledkem doporučení, které ji bylo dáno různými komisemi, kde se orgány mimo městskou správu setkávají s zástupci městské rady. Některé komise jsou dobrovolné, jiné naopak závazné, jako například bezpečnostní komise, výběrová komise či finanční komise.

## Doprava

### Železniční doprava

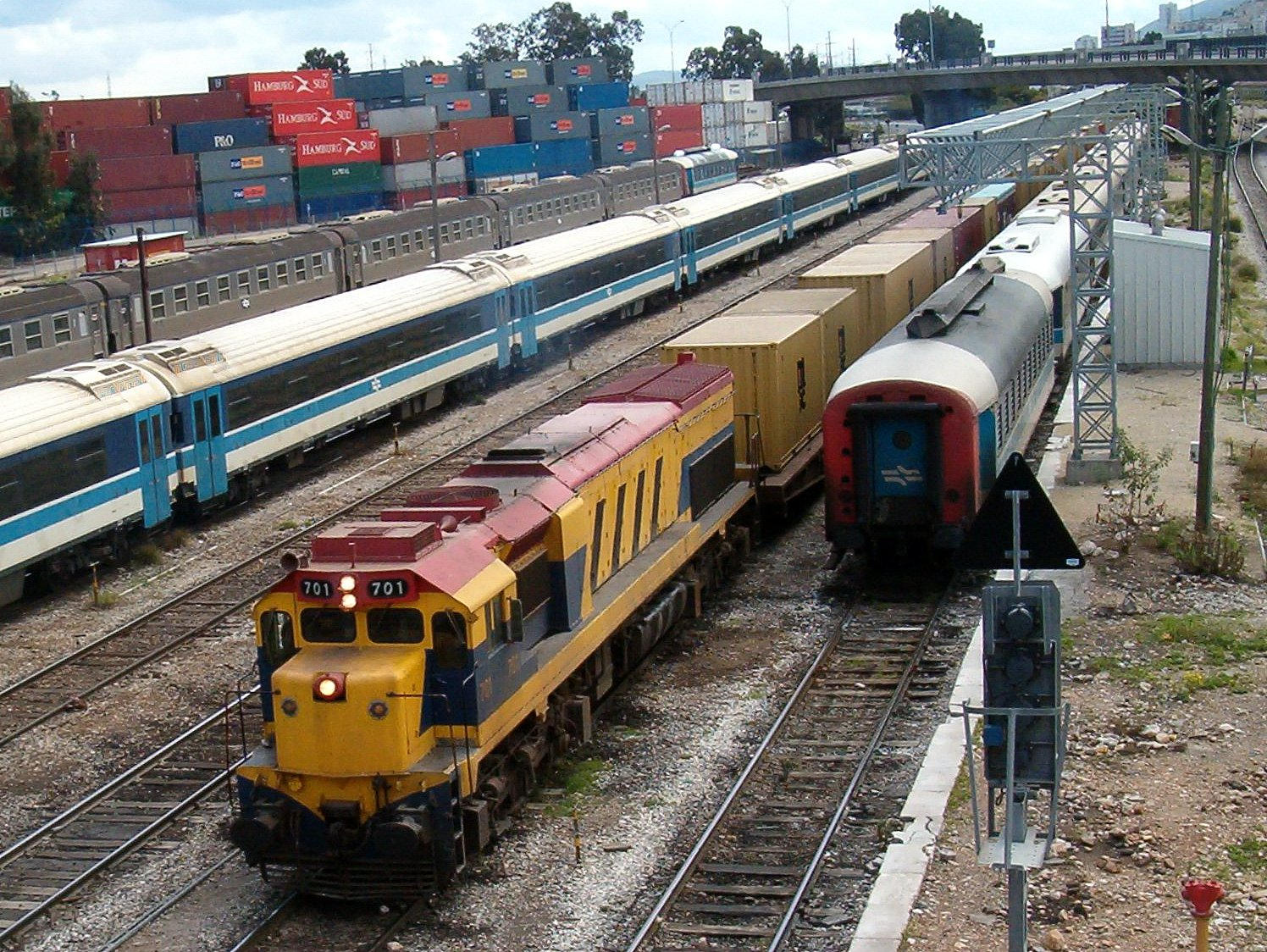
Osobní a nákladní vlaky v Haifě

Haifou prochází pobřežní železniční trať Izraelských drah z Naharije do Tel Avivu. Vede podél pobřeží Haifského zálivu. Má železniční stanice Chejfa Chof ha-Karmel, železniční stanice Chejfa Bat Galim, železniční stanice Chejfa Merkaz ha-Šmona, železniční stanice Lev ha-Mifrac, železniční stanice Chucot ha-Mifrac a železniční stanice Kirjat Chajim. Železniční stanice Kirjat Mockin leží nedaleko za katastrálními hranicemi města. Dohromady tvoří příměstskou železniční linku Haifa-Krajot („Parvarit“). Přímé vlakové spoje vedou z Haify do Tel Avivu, na Ben Gurionovo mezinárodní letiště, do Naharije, Akka, Kirjat Mockinu, Binjaminy, Lodu, Kirjat Gatu, Beerševy a dalších měst. Přes přestupové uzly Binjaminu a Tel Aviv jsou pak s přestupem dostupné všechny železniční zastávky Izraelských drah.
V 1. polovině 20. století vycházela z Haify rovněž železniční trať v Jizre'elském údolí s výchozí železniční stanicí Chejfa mizrach. Po roce 1948 byl provoz na této trati zrušen, ale do budoucna existují plány na její obnovu v historické trase přes Jizre'elské údolí do Afulu a Bejt Še'anu a pak doAmmánu v Jordánsku, s možným přípojem do Nazaretu.
Rychlodráha spojuje autobusové nádraží Merkazit ha-Mifrac s centrem Nazaretu přes Kirjat Atu, Šefa-'Amr a Nazaret Ilit. Podle plánu by měla mít trasa osmnáct zastávek.

### Městská hromadná doprava

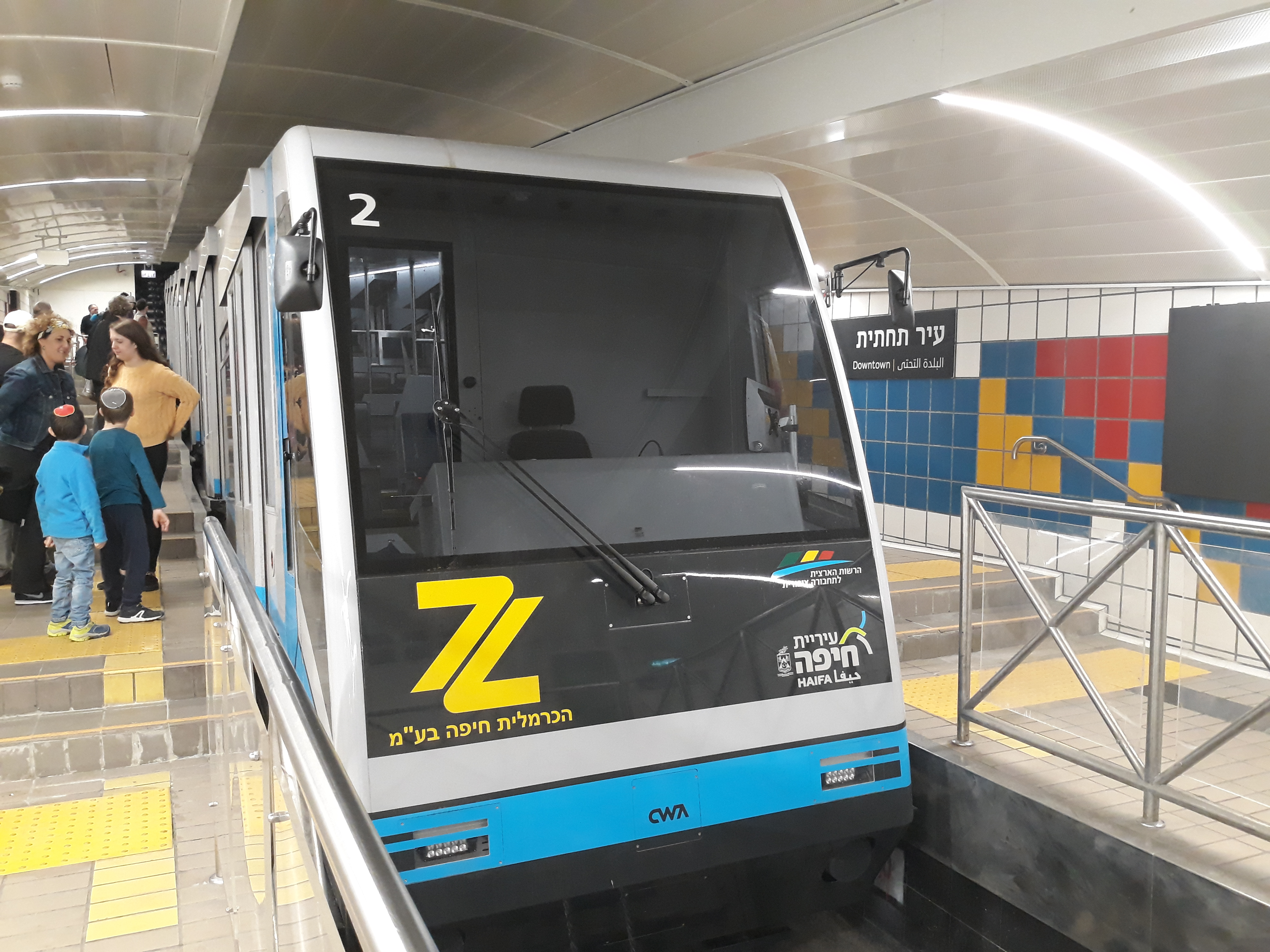
Metro Karmelit

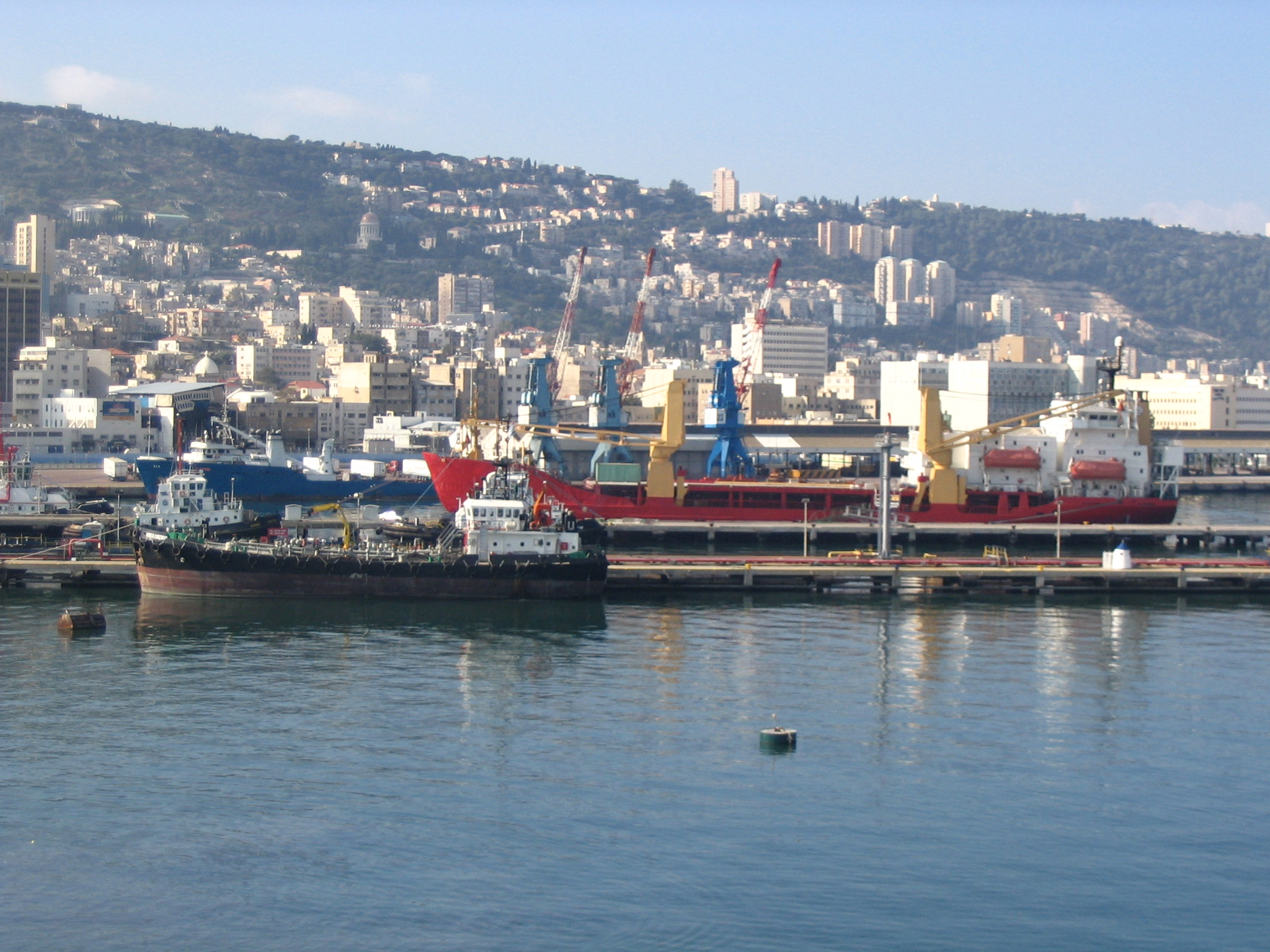
Haifský přístav

Haifa disponuje dobrou městskou a meziměstskou veřejnou dopravou, autobusy a tzv. sdílené taxi. V Haifě existuje podzemní systém metra zvaný Karmelit. Je to podzemní lanová dráha na kolejích, která má počáteční stanici v dolní části města na Pařížském náměstí a konečnou v Gan ha-Em (Matčin park) na hoře Karmel. Jednokolejná trať s jednou výhybnou, dvěma soupravami a šesti zastávkami je jediným metrem v Izraeli, je zapsáno v Guinnessově knize rekordů jako nejkratší metro na světě. 
- Turistická lanová dráha vede z Bat Galim na pobřeží ke klášteru Stella Maris na vrcholu hory Karmel.[109]

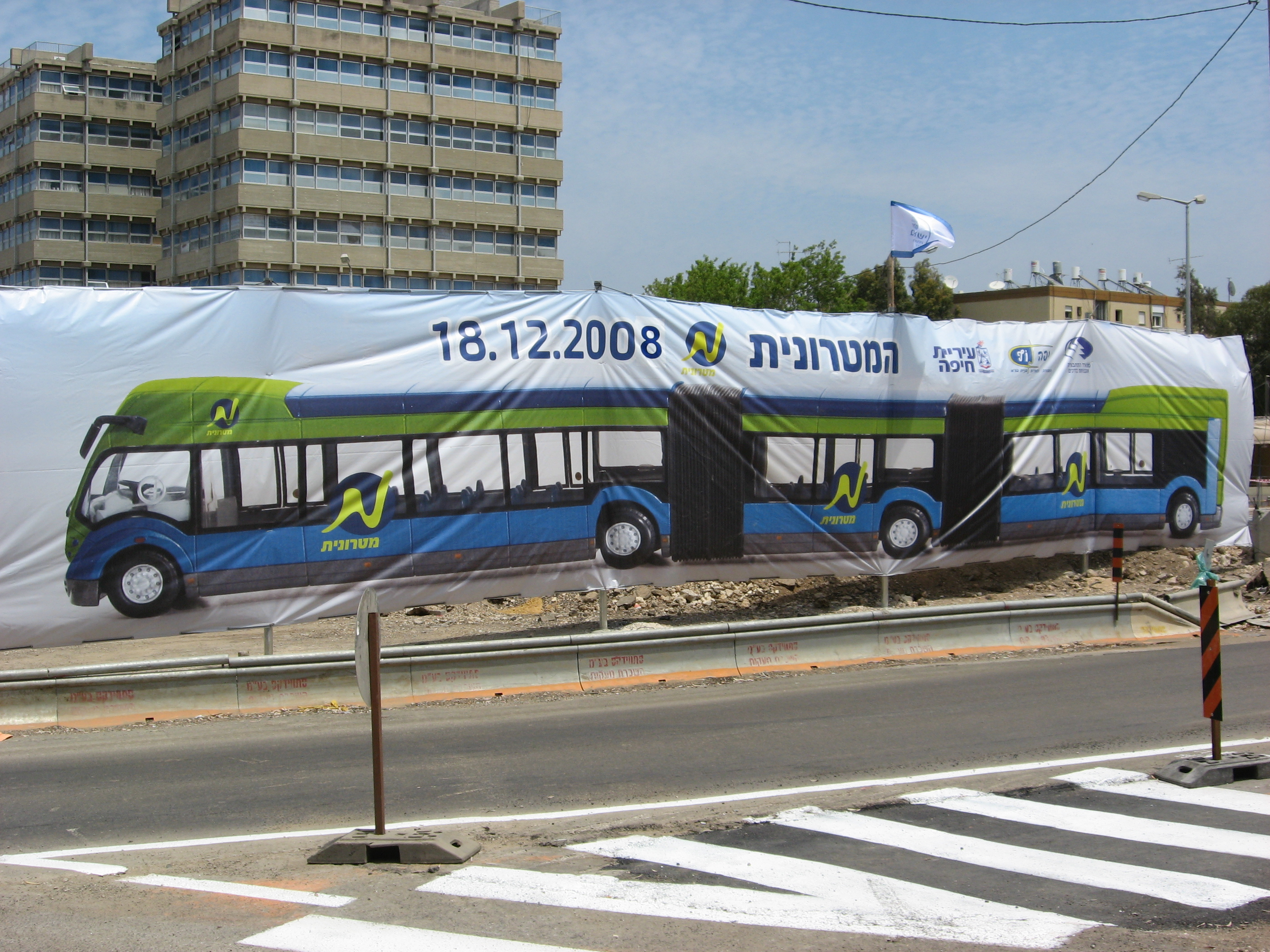
Transparent představující Metronit v Kirjat Eliezer

Meziměstskou autobusovou dopravu zajišťuje autobusová společnost Egged, používá 
- ústřední autobusové nádraží ha-Mifrac sousedící s vlakovou zastávkou Lev ha-Mifrac
- ústřední autobusové nádraží Haifa Chof ha-Karmel sousedící s vlakovou zastávkou Chof ha-Karmel

Spoje na sever země využívají autobusového nádraží ha-Mifrac, které pokrývá většinu měst na severu Izraele. Spoje na jih země využívají autobusové nádraží Haifa Chof ha-Karmel. Mezi města přímo dostupná z druhého zmíněného nádraží patří Tel Aviv, Jeruzalém, Ejlat, Ra'anana, Netanja, Chadera, Zichron Ja'akov, Atlit, Tirat Karmel, Ben-Gurionovo mezinárodní letiště a středně-vzdálená sídla. Egged má také tři speciální spoje, v nichž jsou cestující rozděleni podle pohlaví. Tyto spoje využívané převážně charedim, jsou označované jako spoje „mehadrin“ a jezdí z haifské čtvrti Ramat Vižnic do Jeruzaléma, Bnej Braku a Ašdodu.

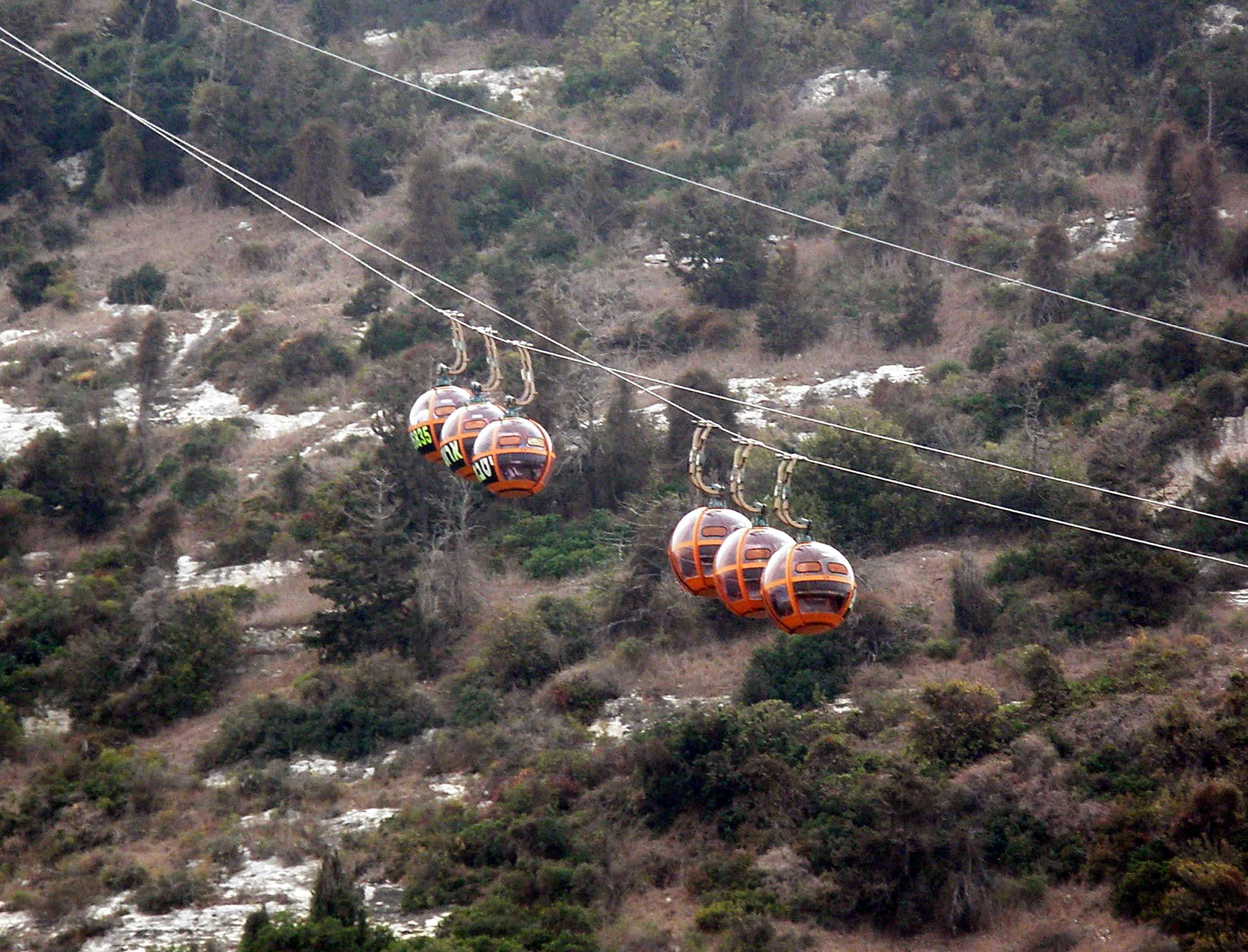
Futuristická haifská lanovka

- Sdílené taxi jezdí podél některých autobusových linek, nemají oficiální jízdní řád.

Haifa je jedno z mála izraelských měst, kde autobusová doprava funguje i o šabatu. Od sobotního rána funguje víkendový režim a autobusové spoje spojují Haifu s Nešerem, Tirat Karmel, Jokneamem, Nazaretem, Nazaret Illitem a středně-vzdálenými sídly. Od léta 2008 ve městě fungují noční spoje: v rámci Haify (linka 200) a do Krajotu (linka 210). Během letního období tyto noční linky fungují sedm dní v týdnu. V zimním období je jejich provoz omezen na čtvrtek, pátek a sobotu, čímž jsou jediným autobusovým spojením, které v Izraeli funguje i v páteční večer. Haifa je rovněž jediné izraelské město, kde v letním období fungují autobusové linky na pláž i v sobotu. Spoje společnosti Egged jezdí v sobotu ráno na pláže Dado a Bat Galim z mnoha čtvrtí v okolí a odpoledne se jezdí zpět.

### Námořní a letecká doprava
Haifské letiště slouží k vnitrostátním letům do Tel Avivu a Ejlatu a pro mezinárodní charterové lety na Kypr. Zdejší přístav je cílem lodí z Evropy a jiných částí světa, a to jak nákladních lodí, tak turistických trajektů. Do Řecka a na Kypr jsou z Haify pořádány zábavní plavby.

### Silniční doprava
Doprava mezi Haifou a centrálním Izraelem je možná po hlavní dálnici pobřežní planiny, dálnici 2, která začíná u Tel Avivu a končí u Haify. Paralelně s dálnicí 2 vede od Haify směrem na jih dálnice 4 a na rozdíl od dálnice 2 pokračuje dále na sever až k hranicím s Libanonem. Počátkem 21. století byly pod horou Karmel zbudovány Karmelské tunely, které by svádějí dopravu z dolní části města. Další připravovanou investicí je dálnice číslo 22, která má spojit centrum Haify se severními předměstími jako je Kirjat Ata, Kirjat Bialik a Kirjat Mockin. Čtyřkilometrový úsek od haifského přístavu k ústí řeky Kišon byl dokončen roku 2005, zbývajících 15 kilometrů ještě zbývá dostavět. Již v roce 2009 ale byly stavební práce zadány na základě výběrového řízení firmě Šafir. Půjde o kapacitní dálniční tah, který nahradí stávající dálnici číslo 4.

## Slavní rodáci
- Aaron Ciechanover – biochemik, nositel Nobelovy ceny za chemii
- Emile Habibi – arabský spisovatel a politik
- Uzi Landau – politik a bývalý ministr
- Uri Lupolianski – starosta Jeruzaléma
- Širi Maimon – popová zpěvačka
- Gene Simmons – hudebník, zakládající člen hard rockové skupiny Kiss
- Hillel Slovak – hudebník, původní kytarista skupiny Red Hot Chili Peppers
- Ehud Šani – generál
- Jochanan Volach – bývalý fotbalista, prezident Makabi Haifa
- Daniel Hershkowitz – politik
- Ekrem Akurgal – turecký archeolog

## Partnerská města
Haifa má následující partnerská města:
- Aalborg, Dánsko (1973)
- Antverpy, Belgie (1986)
- Baku, Ázerbájdžán (2017)
- Boston, Spojené státy americké (1999)
- Brémy, Německo (1978)
- Düsseldorf, Německo (1988)
- Erfurt, Německo (2005)
- Fort Lauderdale, Spojené státy americké (2002)
- Hackney, Spojené království (1968)
- Kapské Město, Jihoafrická republika (1975)
- Lemesos, Kypr (2000)
- Manila, Filipíny (1971)
- Mannheim, Německo (2005)
- Marseille, Francie (1962)
- Mohuč, Německo (1987)
- Newcastle upon Tyne, Spojené království
- Oděsa, Ukrajina (1992)
- Portsmouth, Spojené království (1962)
- Rosario, Argentina (1988)
- San Francisco, Spojené státy americké (1973)
- Šanghaj, Čína (1994)